# 蔣中正
蔣中正（1887年10月31日—1975年4月5日），字介石，谱名周泰，学名志清，浙江奉化人:1461，中華民國政治及軍事人物。歷任黃埔軍校校長、國民革命軍總司令、國民政府主席、國民政府軍事委員會委員長、中國國民黨總裁、中華民國總統等職務:456。
1887年，蔣生于浙江奉化。1908年，蔣加入中国同盟会，1911年参加辛亥革命，1913年加入中華革命黨；1918年，蔣任援閩粵軍總司令部作戰科主任，1920年任粤军第二军参谋长、前敌总指挥。1922年，蔣任東路討賊軍第二軍參謀長。1926年國民革命軍北伐，蔣任總司令:472。1928年北伐成功後，蔣先後兼任國民政府主席、行政院院長、國民政府軍事委員會委員長等職。
1937年中国抗日战争全面爆發，蔣帶領中國軍民抵抗日本侵略。1942年，中日戰爭與第二次世界大戰合流，蔣成為同盟國中國戰區最高統帥。戰後，蔣於1948年當選中華民國第一任總統，但隨即因第二次国共内战失利而下野，至中華民國政府遷台後復職。此後，他在臺灣延續統治，多次連任總統。統治中國近20年，中華人民共和國成立前蔣赴台灣，直至1975年去世:456。

## 稱呼
各界對蔣主要有以下稱呼：
| 性質         | 名字                   | 解釋 |
| ------------ | ---------------------- | --- |
| 譜名         | 周泰                   | 族譜記載名字:15。 |
| 幼名         | 瑞元                   | 鄉間名字:70。 |
| 學名         | 志清                   | 1902年到寧波上學時所取:15，至少在1913年二次革命時，尚以此名為正名。 |
| 名諱         | 中正                   | 1917年至1918年間所取:15。典故《易經》豫卦六二：介於石，不終日，貞吉。象曰：不終日，貞吉；以中正也:34。蔣在台灣地區正式名稱為「蔣中正」或簡稱「中正」:15。蔣逝世後，在台灣戒严時期，多用挪移之尊敬寫法：「先總統 蔣公」稱呼:15。 |
| 表字         | 介石                   | 1912年留學日本時於自創雜誌《軍聲》中使用的筆名，後成為字，其名另意為「其介如石」:15:1-2。在中國大陸，一般稱為「蔣介石」或「蔣介石先生」:15。 |
| 绰号         | 老蒋                   | 区别于其子蔣經國（小蒋）的称呼。 |
| 绰号         | 红脸将军               | 16岁在奉化县城凤麓学堂读书时，蔣因血氣方剛、心高氣傲又好与人争辩，往往弄得面红耳赤，并在代表学生与校方谈判时仍言辞甚激，同学赠此绰号。 |
| 绰号         | 常凯申                 | 2008年，清华大学历史系副主任王奇在翻译海外学者对中国现代史的研究时，误将蒋的英文名“Chiang Kai-shek”翻译为“常凯申”，因此在网络上走红，并成为网络上对蒋的调侃称呼。 |
| 贬称         | 蒋光头                 | 1930年以前蔣在黃埔軍校時得的外號，由於蔣是黃埔軍校校長，根據校規須要剃光頭。中国共产党跟蔣軍事對抗時取的貶義蔑稱。 |
| 贬称         | 运输大队长             | 自第二次国共内战时期开始，中共用于讽刺蒋中正的国军作战不利，导致常常遗下军事物资被中共军队缴获。 |
| 英文綽號     | Gimo、Peanut等         | 1935年，任命為特級上將:56。特別是以歐洲和美國為主之英語國家外國人，均習慣暱稱蔣為，取自第二次世界大戰時蔣擔任軍事委員會委員長特級上將（即大元帥，）之英文簡稱:268。史迪威打從早年駐華就不喜歡蔣，在日記及其他美國人面前稱呼蔣作「」，即「花生米」:222。 |
| 尊称         | 蔣公                   | 亦稱“蔣公中正”。 |
| 尊称         | 國民革命軍之父         | 中華民國國軍尊稱蔣為「國民革命軍之父」:153。 |
| 黨內尊稱     | 總裁                   | 1938年起擔任中國國民黨總裁，成為中國國民黨的黨魁至逝世為止，「總裁」也成為中國國民黨對蔣逝世後的追贈頭銜。 |
| 化名         | 「石田雄介」或「石岡」 | 1914年7月偽裝為南滿洲鐵道株式會社上海辦事處職員，到中國東北執行秘密任務的化名，《黑龍江史志》與當時日本情報紀錄稱「石田雄介」。而據山田純三郎稱：「於1914年，我得到東北本溪湖的馬賊攻擊瀋陽，以打倒張作霖的消息，於是遂跟陳英士、戴季陶到大連，請滿鐵理事犬塚信太郎介紹，以滿鐵醫院為根據地策劃一切，但未成功。隔年，黑龍江方面的軍閥跟國民黨聯絡，謂欲打倒張作霖，因要國民黨與之聯絡，所以蔣中正、丁仁潔和我到東北去，那時蔣先生以石岡化名下塌長春古屋飯店（即戰後第一大飯店），我則到哈爾濱和察哈爾去與他們聯絡，但也未成功。」 |
| 常用英文译名 | Chiang Kai-shek        | 此译名源自廣州國民政府時期，和孙中山一样取其姓的威妥瑪拼音和其字“介石”的粤语拼音“Kai-shek”:163。其名“中正”的发音為“Chung-ching”。 |
| 知名官銜     | 委員長                 | 曾長期擔任國民政府軍事委員會委員長，尊稱「委座」（Gissimo）:96，爾後成為蔣之代名詞:268。 |
| 知名官銜     | 校长                   | 蒋为黄埔军校首任校长。黄埔軍校毕业的国共军官面對蔣時通常以学生自居，称其为校长。 |

## 家庭背景

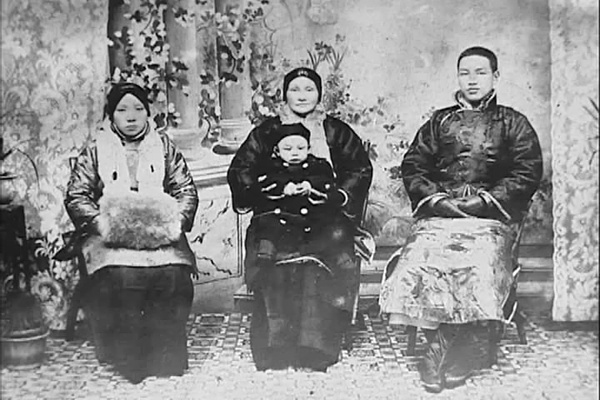
蒋（右）、元配毛福梅（左）、母親王采玉（中）与蔣經國（前）

清朝光绪十三年農曆九月十五日（公元1887年10月31日），蔣生於浙江奉化溪口鎮武嶺玉泰鹽鋪樓上:70。蔣自稱是後梁明州評事蔣宗霸及宋代光禄大夫蔣浚明後人:2。曾祖父蔣祈增，字懷盛；祖父蔣斯千，字玉表；父親蔣肇聰，齋號肅庵，或字肅菴；母親王玉:70。蔣家地產30畝地，包括山麓竹林、梯田和茶園，使蔣家成為溪口鎮五大首富之一:27。
父親蔣肇聰繼承祖業在奉化溪口鎮經營玉泰鹽鋪，於蔣8歲時去世:1461。蔣肇聰前後娶過三房正式夫人，原配徐氏，生長女蔣瑞春、長子蔣介卿；徐氏死後，續娶蕭鎮孫氏為繼室，孫氏不久亡故，無所出：後又娶嵊縣王采玉為填房，生蔣介石、蔣瑞蓮姊妹四人，其妹蔣瑞菊和弟蔣瑞青夭亡:456。蔣瑞春嫁宋周運，曾任蔣家豐鎬房管家，共有三子一女：長子宋漲林在鹽務部工作，次子宋漲生在蔣家豐鎬房當帳房，三子宋祥生在寧波農業銀行當職員，女兒宋林香務農嫁給鄰村王阿孝:105-106。1898年，蔣瑞青4歲而亡，從《亡弟瑞青哀狀》可知，蔣「以母命長孫經國為吾弟後」:2-4，「不忍重違母命，以傷骨肉之至情，不獲已，仍以長子經國嗣之」:291。
據《蔣介石傳》作者嚴如平在浙江奉化實地考察並查閱有關史料，蔣家世清楚，曾有傳說蔣父是河南許昌縣衙師爺，蔣母先前嫁給許昌鄭氏，蔣出生在許昌，原名“鄭三發子”云云，不確:1461。蔣由母親王采玉撫育成人，事母頗孝:1461。1921年6月14日，王采玉去世，蔣回家奔喪，孫中山派陳果夫代表參加葬禮，孫親題「蔣母之墓」四字:460。墓碑兩旁刻着蔣自撰對聯：「禍及賢慈當日頑梗悔已晚；愧為逆子終身沉痛恨靡涯」:460。在蔣童年記憶中，孤兒寡母，孤苦伶仃，孤立無援；寡母是唯一可敬可信，其他人都不可信賴；正因為從小缺失對人基本信賴，養成蔣成年以後幽暗多疑之心理和性格:29。
蔣原有妻妾，1901年在家鄉同王采玉挑选的毛福梅結婚，1910年生蔣經國:1467:29。1909年夏，蔣決心休妻，但王采玉帶著媳婦到上海，毛福梅總算懷孕:35。1921年毛福梅出為王采玉義女:187。1912年，蔣在上海納姚冶诚為妾:1467。
1919年夏，蔣於張靜江家中認識陳潔如，並展開追求:276。1921年12月5日，蔣與陳潔如之婚禮在上海永安公司大樓裡之大東旅社舉行，證婚人為張靜江:168。1927年8月，陳潔如被勸退，離開上海前往美國:168。1971年2月11日，定居香港之陳潔如死於家中，享年65歲，死時身邊旁無他人，橫臥地上，死後一個星期才被人發現:277。
1922年12月初，宋子文在上海莫利哀路孫中山寓所舉辦社區基督教晚會，蔣、宋美齡都參加，二人首次謀面:83。1927年，蔣自9月28日起在《民國日報》上，連載《家事啟事》3天如下：「各同志對於中正家事，多有來書質疑者，因未及遍覆，特奉告如下：民國十年，元配毛氏與中正正式離婚，其他二氏，本無婚約，現已與中正脫離關係。現在除家有二子外，並無妻女。唯恐傳聞失實，易資淆惑，端此奉覆。」:113-11410月3日，蔣到神戶，即與宋子文同赴有馬溫泉見宋母，請其允諾與宋美齡之婚事，宋母允其所請:2832。宋太夫人原不同意蔣宋婚事，其時蔣表示已與妻妾離異，並表示要遵守基督教義，宋母方予允准:1467。11月8日，蔣回中國:114。12月1日，蔣與宋美齡在上海大华饭店結婚:1467。12月1日，蔣與宋美齡結婚:276，當天上海《申報》刊登兩則啟事，一是蔣宋聯姻，一是蔣之離婚聲明：「毛氏髮妻，早經仳離；姚陳二妾，本無契約。」:29蔣發表文章《我們的今日》，稱他們之婚姻是「神聖的結合」:22。結婚典禮由中華基督教青年會全國協會總幹事日章博士來主持，隨後又在上海大華飯店舉行傳統婚禮，由國民政府大學院院長蔡元培主持婚禮:114-115。宋慶齡不喜歡蔣，但與宋美齡姊妹情深，說蔣與宋美齡是「情投意合」:94。

## 早年出身

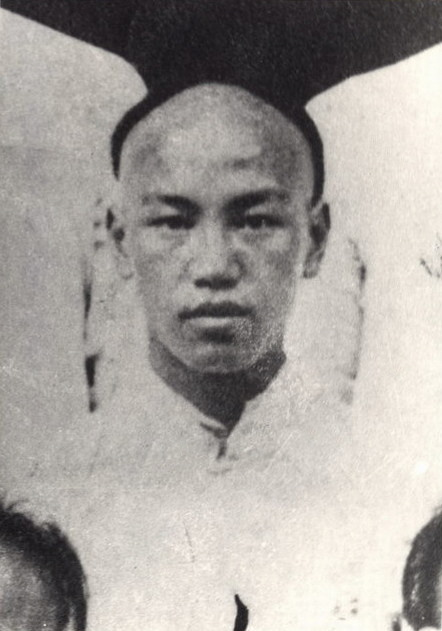
蔣入保定軍校就讀，1907年夏

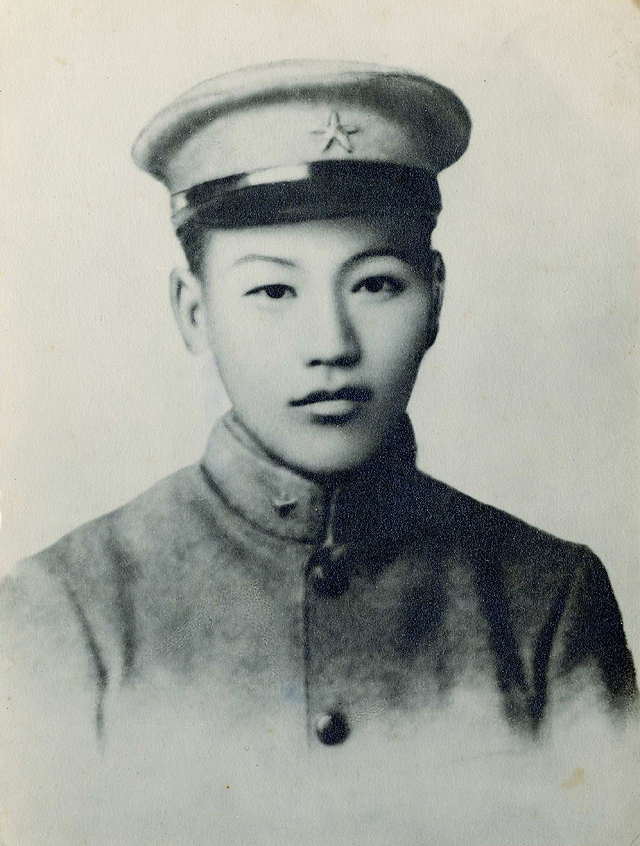
蔣留學日本時留影

蔣在成長階段受到兩股力量影響，第一是新儒家精神，強調修身養性、自律和自省，並且注重責任、勇氣、榮譽和積極進取，而非消極冥想；第二是中國一再喪失領土、主權和自尊之慘痛經歷:30。蔣五歲入塾，自稱「幼性頑鈍，弗受繩尺」；蔣在私塾誦讀「四書」「五經」及文史典籍10餘年，深受傳統文化思想熏陶:1461。通過報刊和其他信息之影響，蔣打算到外面世界去追尋出路:9。
蔣十五歲娶毛福梅為妻:457。1903年起，先後轉入奉化鳳麓學堂、寧波箭金公學、奉化龍津中學堂讀書，學習新知識:1461。青年和中年時期，蔣也讀過一些近代書刊:24。曾經在龍津中學堂擔任過蔣之英文教師董顯光回憶，蔣給他留下難忘印象，「是他每天搶着上海送到報紙的那種熱切期待的表情」:9:34。董顯光記得蔣每天早起，在寢室前走廊上立正半小時，抿緊雙唇，眼神堅定，雙臂抱胸，全神貫注在他的目標上；顧清廉鼓勵蔣研讀王陽明及曾國藩之著作:33。時值《辛丑條約》之後，清政府寙敗，民族危機嚴重，又因蔣喪父後家庭社會地位低微，乃決心出國學習軍事:1461。
蔣剪掉辮子交給母親，要出國學軍事，母親同意並提供出國經費:457-458；一說蔣留髮出國，到日本把辮子剪掉:9。1906年4月東渡日本，肄業於東京清華學校，結識在警監學校學習之陳其美，受反清思想影響:1461-1462。因非公費留學不能入軍校，只好回國:458。蔣沒有像時人選擇理工及教育等和社會發展有關之科目，而選擇行伍和傳統中國文化人並不相契之道路:10-11。蔣试图就讀軍校，因日清协议，他不是清政府官方保送，抵日後因非公費留學不能入軍校:458。同年冬返回中國，翌年夏考入清政府開辦之通國陸軍速成學堂（即保定軍官學校前身），習炮兵:1462。日方軍醫教官雨森俊彦在講授衛生學時，引取一立方寸的土放在講桌上，對學生說：「這一塊土約一立方寸，可容納四萬萬微生蟲。」又說：「這一立方寸的土，好比中國一國。中國有四萬萬人，好比微生蟲寄生在這土裡一樣。」蔣聽後非常生氣，衝上講台，把泥土碎成八塊，說：「日本有五千萬人，是否也像五千萬微生蟲，寄生在這八分之一方寸的土塊中？」日教官一时哑口无言，又大聲問道“你是不是革命党？”由於蔣在保定軍官學校深受校長和教官賞識，第二年就成為第一批派往日本深造之四人之一:458。

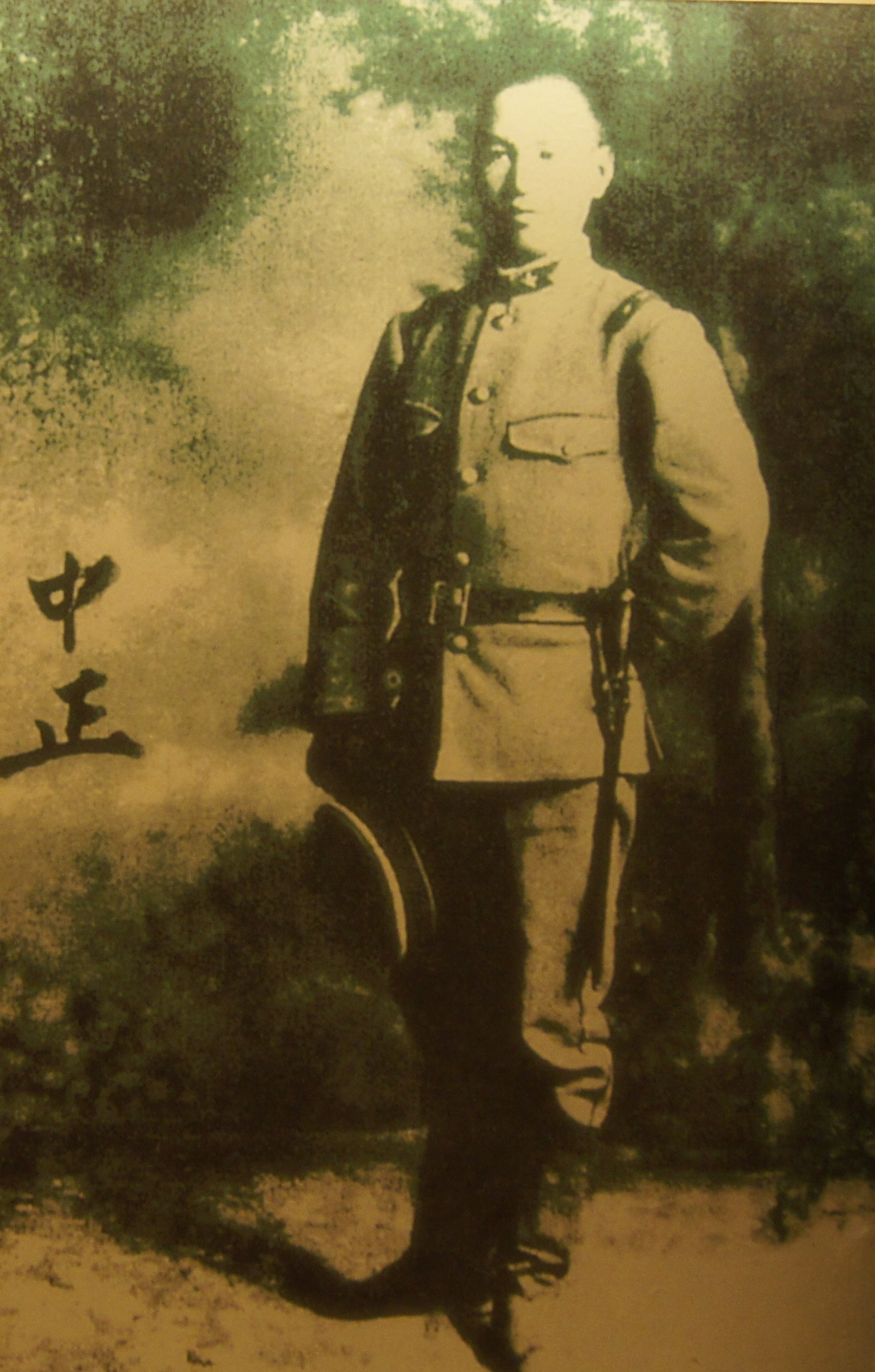
蔣在日本聯隊入伍留影，時年24岁

1908年春被選送日本留學，入振武學校學軍事:1462。蔣與陸軍速成學堂62名學生，一起到東北陸軍部集合，自大連乘輪船赴神戶，然後轉往東京，進入振武學校:9。振武學堂是1903年由日本陸軍參謀本部所創立之日本國立軍人養成學校，是為預計進入陸軍士官學校，或陸軍戶山學校就讀之清國留學生，而特別設置之預備教育學校:246。所學課程以軍事科目和日本語為主；高度軍事化教育，造成蔣強烈軍事化思維:13。振武學校是幫助中國學生學軍事之預校，與士官根本無關:10。隨由陳其美介紹加入中国同盟會，參與反清革命活動:1462。陳其美比蔣大11歲，成為蔣在政治上之良師益友，後來蔣重用陳其美之兩個侄子陳果夫、陳立夫:458。
1910年11月從振武學校畢業時，其總成績在62名畢業生中，排名第55，倒數第八，成績低劣:53-84。1910年冬振武學校結業後:1462，和張群編入高田炮兵第十三師團當士官候補生:458，受到嚴格軍事訓練:1462。蔣分配至日軍野戰炮兵第19聯隊實習，表現相當不錯:53-84。1911年6月，晉升炮兵一等兵；8月，晉升炮兵伍長，原定于当年12月晉升軍曹，后因辛亥革命爆发放弃深造提前回国:53-84。蔣因自視甚高，在同學中人緣不好，但也結交幾個朋友，其中有張群和何應欽:34。
蔣在日本振武學校就讀三年，1910年第十一期畢業:10。畢業後，蔣在高田第13師團野炮兵第19聯隊入伍，據師團長長岡外史在回憶錄中稱，留學時期之蔣君，才能膽略，內蘊不露，說不出有什麼出人頭地之表現:88。令師團長吃驚是，蔣在1927年11月，首次下野到日本時，特意走訪他，這使長岡對此頗感意外，而蔣臨走時，特別寫下「不負師教」四字:88。長岡認為，這正是蔣成功之秘訣：「忠誠、感恩。」:36

### 參加革命

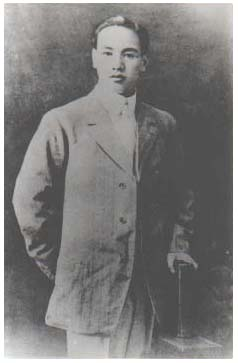
蔣第一張西裝照攝於1912年

蔣認為武士道至死不渝之精神是日本軍事成功之主要原因，但是他也認為日本生活中，從鐵路系統、教育和生產製造，樣樣講究紀律、效率，關係到日本現代化；終其一生，蔣認為愛國和民族精神是恢復中國尊嚴及世界地位之關鍵:37。1911年10月，武昌起義消息傳到日本，蔣和張群等即向長崎乘趁日輪回中國，10月30日抵上海；11月3日陳其美奪取上海，並為攻佔南京聚集力量:458。蔣奉陳其美委派，任敢死隊隊長，與王金發等人率領隊員百餘人赴杭州，參加11月4日光復浙江之役；不久返回上海，任滬軍第五團團長:1462。蔣隶属第二师，師長是黄郛，旅長是張宗昌:458。時與滬軍都督陳其美、督署參謀長黄郛甚為相投，遂結為異姓兄弟:1462。蔣被認為是黨內有數之軍事人才:14。

### 刺殺陶成章
1912年1月14日，因派系之爭，陳其美命蔣將光复会首领陶成章暗殺於上海广慈医院病房:1164。一説蔣親手槍殺陶:1462。當時報紙沒提蔣涉及此一謀殺案:39。孙中山下令「嚴速究緝」，蔣因陶案避往日本；蔣在日本學習德语，準備去歐洲，還出版《軍聲》雜誌:458-459。孫答應辭職讓位給袁世凱；蔣和陳其美一樣，不贊同孫辭職，但孫以大局蓋過權位考量使蔣佩服；蔣後來亦多次效法引退:40。
由陳其美帶領下，早年蔣沉迷風塵，爾後也多次前往妓院尋歡作樂，蔣曾在日記中多次記錄:111。

### 二次革命
蔣說在討袁之役初起時，孫才單獨召見蔣，二人初見該在1913年孫在上海之時:18。1913年7月，孫發動二次革命討伐袁世凱，上海討袁軍總司令陳其美指揮蔣參加攻打江南製造局之役:1462。滬軍都督楊善德下令緝捕蔣，蔣被迫逃進陳其美之娘姨姚冶誠臥室內，遂納姚怡誠為側室:459。9月1日，蔣抵長崎，10月29日由陳其美結拜兄弟張人傑做監誓人，填寫誓約入中華革命黨:23。
王金發企圖利用袁世凱招降之投誠令，徵得謝飛麟與陳其美同意，前往北京假投降，沒有出賣同志:24。1914年春，蔣奉命回中國組織反袁軍事活動:1462。蔣奉孫令主持上海討袁軍事，自兼第一路司令，負攻取上海西部之責；袁遂下令嚴緝蔣，並收買黨人王金發加以暗圖，蔣應陈電避走日本:32。後蔣奉孫命赴哈爾濱視察東北形勢，居月餘上書孫述第一次世界大戰趨勢及倒袁計劃:32。袁下令通緝蔣：「此次謀亂，係蔣介石代表孫文主持一切。」蔣在東北策劃討袁工作，但因日本勢力控制东北，難有進展，於秋間返回日本:105。蔣返日本研讀王陽明、曾國藩、胡林翼之著述，並研究軍事戰略:459。
1915年9月，陈其美滯留上海，設總機關於上海法租界，蔣任軍事職務；10月，蔣奉孫命回上海，擬定「淞滬起義軍事計劃書」供陳其美參考；11月10日，陈其美派同志王明山等刺杀袁氏死党郑汝成；製造局守軍同志不能及時響應；陳其美偕蔣退回機關部，及法國巡捕房偵探前來搜捕，自露臺越屋走避；1916年5月18日，陈其美遭刺客刺殺於法租界漁里機關部，蔣聞死載屍歸其私寓，經紀喪事，復為文哭之:32-33。
1916年4月，蔣協助楊虎等攻打江陰要塞，楊虎明言與蔣一道離開江陰要塞，並於離開前救蔣一命:27。6月初孫任蔣為中華革命軍東北軍參謀長，難著成效；及袁氏暴斃，居正去北京，由許崇智代其職，呈請解散，蔣乃赴北京觀察政局，同年秋回上海:34。蔣先後與張靜江、許崇智等焚香換帖，結拜為異姓兄弟:1462。

### 陳炯明事件

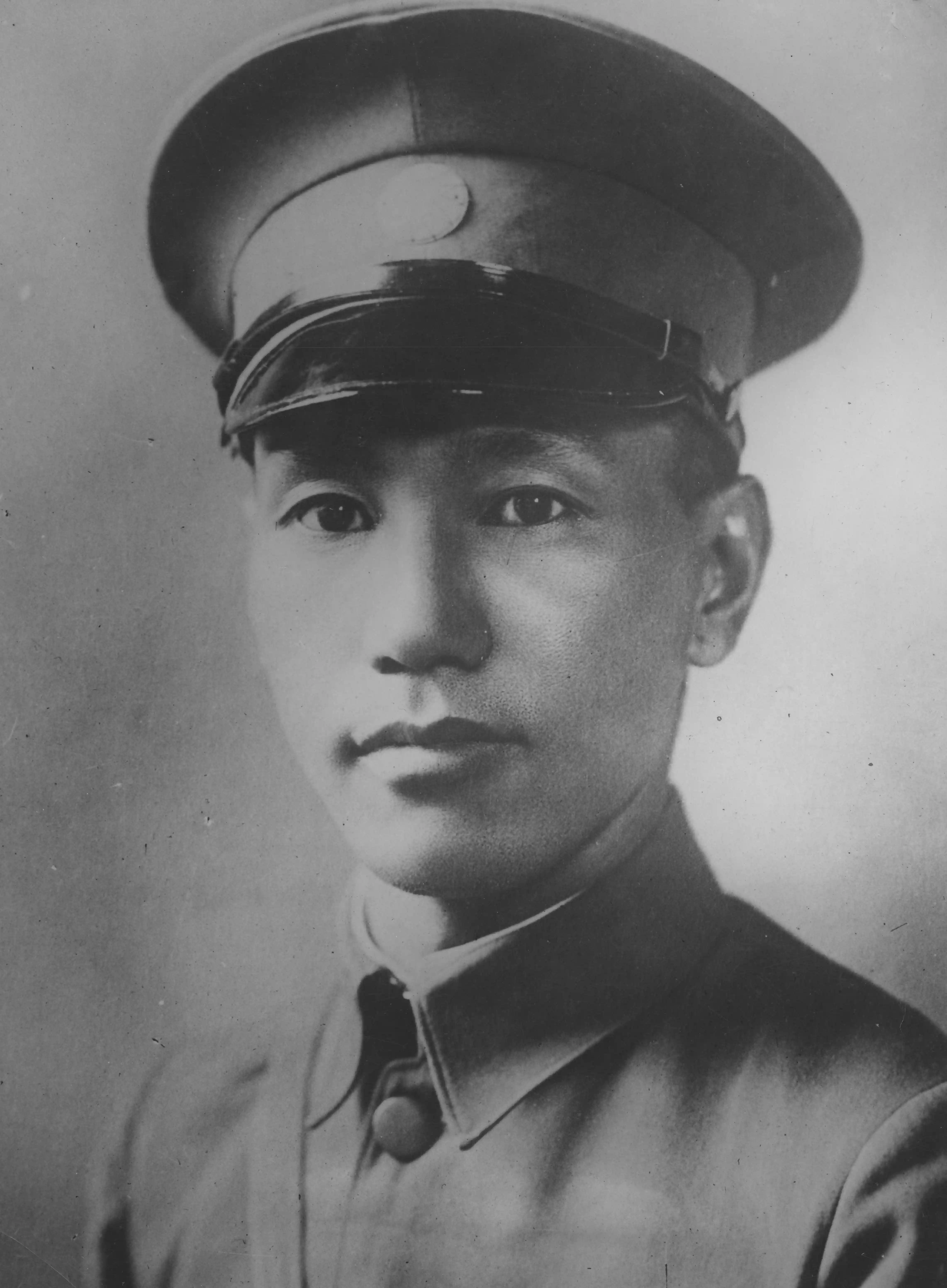
蒋摄于1910年代

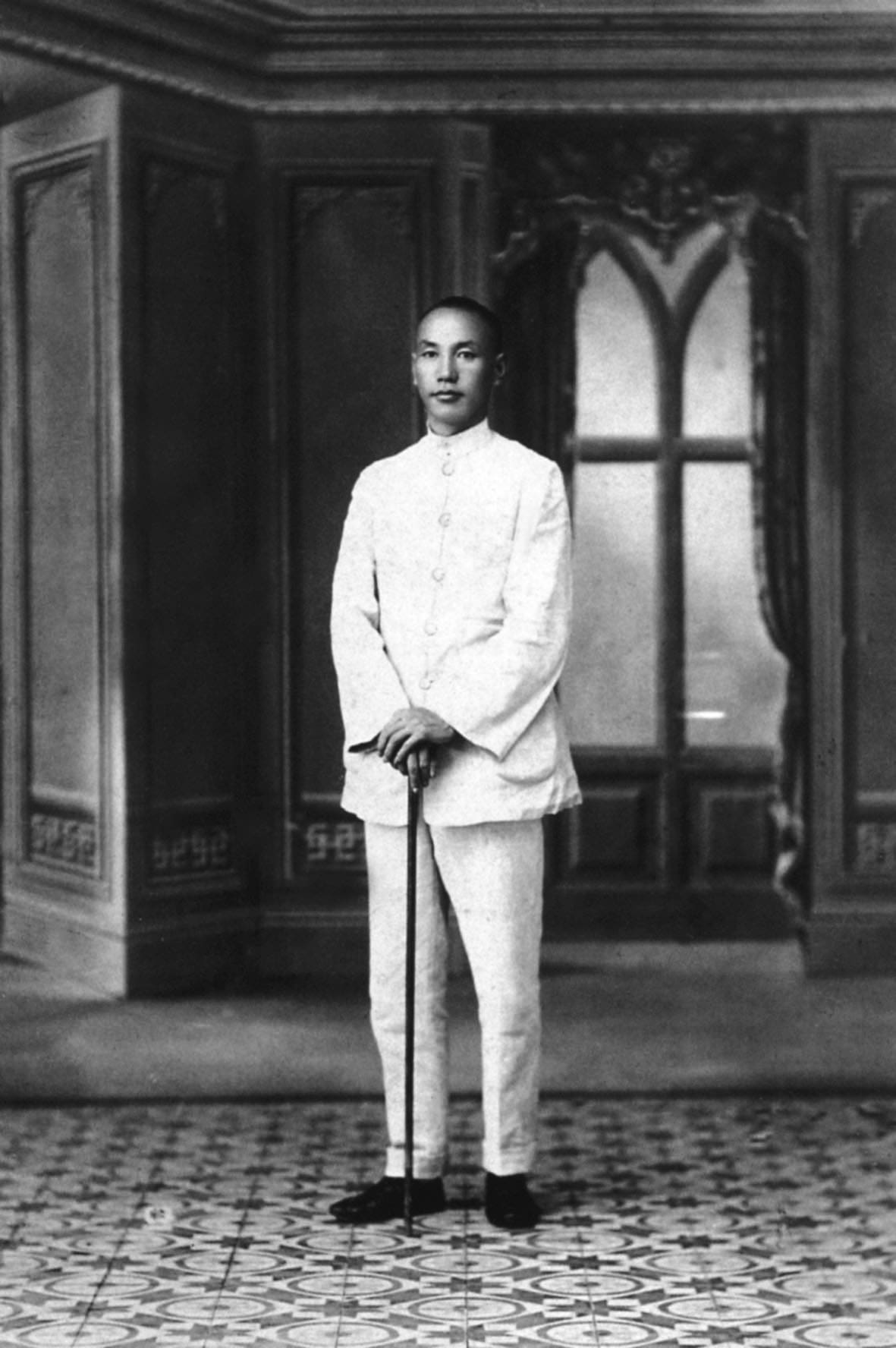
1923年6月，蒋在广州摄影。像后有蒋题字：“十二年六月中正在粤讨贼纪念摄影以奉静江二兄惠存”

1918年2月，海軍總長程璧光為桂系所刺殺，孫益無所恃，乃電召蔣赴廣東以為助，3月11日蔣奉派赴汕頭任援閩軍總司令部作戰科主任:38。7月，蔣因受排擠而辭職:459。8月18日，蔣回到上海:40。蔣奉派到粵軍中工作，先任總司令部作戰科主任，繼任粵軍第二支隊司令，指揮所部攻取大埔、永泰:1462。蔣要辭職，陳炯明竭力挽留，向蔣表示「粵軍可百敗而不可無兄一人」:51。10月28日，蔣去日本:41。
1920年，孫命蔣、朱執信等赴福建漳州，促陳炯明等回師廣州；10月5日，蔣抵汕頭總部策定作戰計劃:39。9月30日，孫派蔣出任粵軍第二軍參謀長:51。蔣仍在前線與桂系軍閥殘部作戰，但於11月12日趕到上海向孫報告，次日再回到浙江老家，探望老母:53。11月，蔣不願與陳炯明共事而回上海，與蘇州女子陳潔如同居；陳潔如受過中等教育，能說俄語，與蔣領養一女，取名蔣瑤光；陳潔如1971年病逝，蔣瑤光獲准赴香港奔喪:460。上海證券交易所理事長為虞洽卿，第五十四號經紀人陳果夫的老闆是蔣:28-29。1920年，蔣與張靜江、戴季陶、陳果夫等在上海合股經營證券買賣，成為交易所「恒泰號」經紀人，曾以所獲部分資助粵軍及其他革命事業:1462。由於蔣對投機之奧妙瞭解非常透徹，在證券起落中，經過一年時間，賺了一百萬元，為孫籌措一筆活動資金:459。
作為對時事相當敏感者，蔣對當時波及全國之新文化浪潮有所了解:24。孫想要以廣東為基地，打算武力統一中國:54。1921年10月，蔣返回廣州，奉孫命擬訂進軍兩廣計劃統一中國:460。陳炯明則贊同章太炎等倡導「聯省自治」，認為美國聯邦制才能解決中國問題，武力統一只會使中國更糜爛、衰弱；陳炯明認為孫不如先完成廣東一省之自治，再徐圖其他:54-55。1922年1月，蔣應孫之召抵桂林，因孫未採納蔣之建議先回廣州鞏固後方再圖北伐，4月蔣返上海:1463。3月，蔣主張討伐陳炯明:55。4月，蔣在回上海船上還給陳炯明寫信：「中正與吾公共同患難，已非一日，千里咫尺，聲氣相通。」:516月16日，陳炯明發動武裝，孫避往永豐艦，6月18日電蔣「盼速來」:152。6月17日，孫登永豐艦率海軍對抗，6月19日蔣得孫急電：「事急盼即來此」:460。在上海，同鄉虞洽卿指點蔣：拜青幫頭號老大黃金榮為師:114。蔣趕赴上海，找到虞洽卿借到6萬銀元；蔣帶著鉅款搭到香港，再租一艘小艇沿珠江而上:57。6月29日，蔣抵廣東:40。蔣到孫身邊，陳炯明面色發青稱：「他在先生身邊，必定出許多鬼主意。」:164-165蔣接過永豐艦之指揮權，命令駛往下游:57。自是孫、蔣朝夕共處，指揮海軍沿省河反攻，直到8月9日聞北伐軍回師失利，蔣始侍孙離粵，8月14日抵上海:40。孫曾對外國記者稱：「蔣某此來，不啻增加二萬援軍也。」:460蔣撰寫《孫大總統廣州蒙難記》，孫親為作序，贊蔣「日侍余側，而籌策多中，樂與余及海軍將士共生死」，蔣由是博得孫信任重用，政治聲譽提高；10月，孫編組「東路討賊軍」討伐陳炯明，任許崇智為總司令兼第二軍軍長，蔣為第二軍參謀長，蔣感到「軍中將領，界限甚深，每相排擠」，不久便離開福建回上海:1463。當時孫派蔣到福建去，和安福系軍閥建立聯繫；在他們幫助下，孫於1923年回到廣州:45。

### 赴蘇聯考察

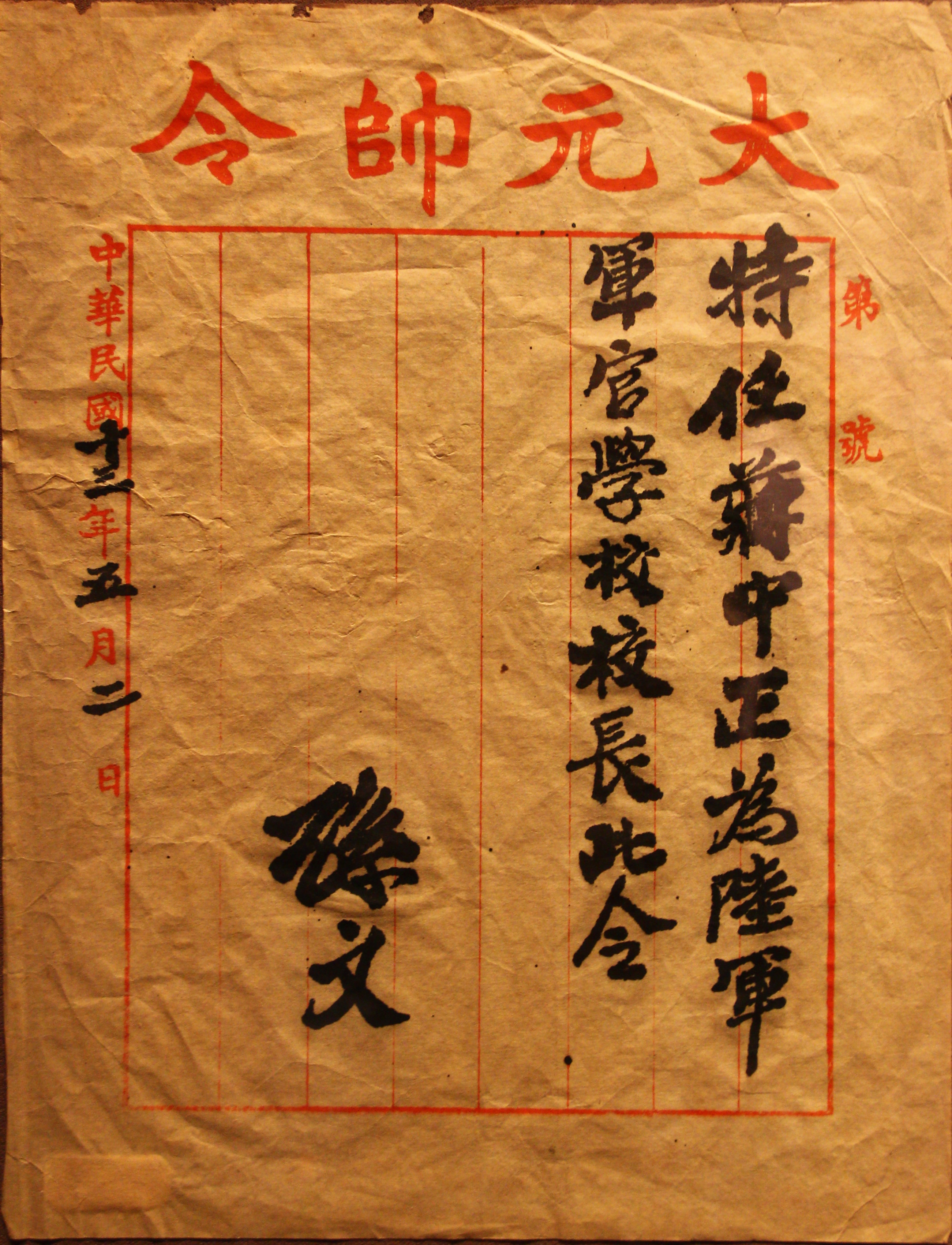
孫任命蔣為陸軍軍官學校校長之委任狀

孫（中前）在黃埔軍校開學典禮結束後，與蔣（中後）、教導第一團團長何應欽（左）、第二團團長王柏齡（右）合影，1924年6月

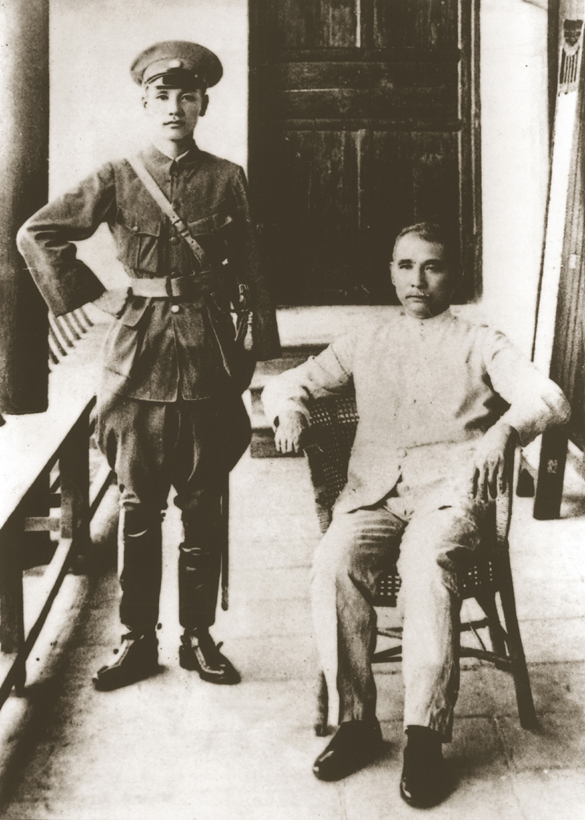
孫（右）在黃埔軍校開學典禮結束後，與蔣（左）合影，1924年6月

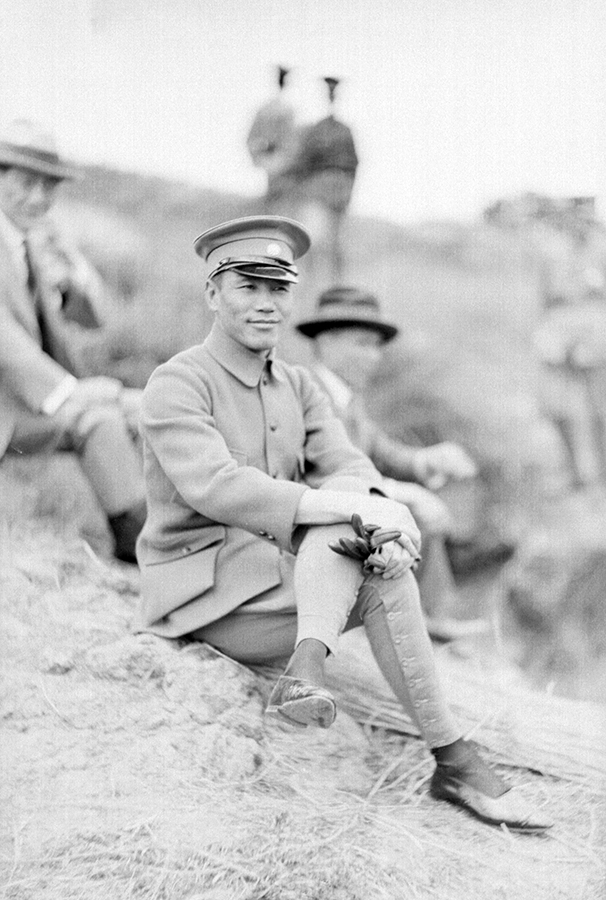
蔣攝於1929年

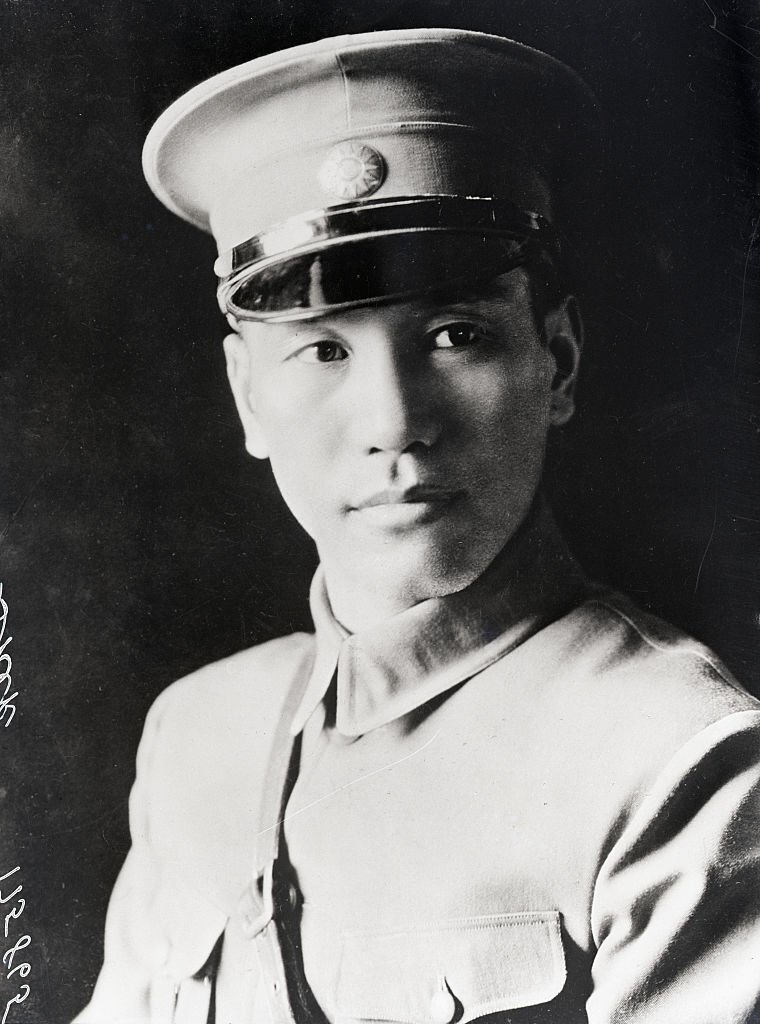
蔣攝於1929年

1923年2月17日，孫特任蔣為大元帥行營參謀長:112。8月，蔣奉孫派率「孫逸仙博士代表」一行四人赴蘇聯學習考察，歷時三月餘：蔣贊賞蘇聯軍隊實行政治委員、黨代表制；對其軍械武器之研究與進歩，也認為可與歐美各國相競爭；但對於蘇聯沒有同意蔣在庫倫建立軍事基地、向北京進攻之軍事計劃很失望，對於蘇聯之外蒙古政策很反感，認為蘇聯沒有放棄其「侵略」之野心，因而認為蘇聯對中國之援助是別有用心；蔣還認為蘇維埃政治制度是「專制主義」，與三民主義不相容，不能仿傚；蘇聯之行加深蔣對蘇聯之認識和疑慮:1463。11月22日，孫在信中鼓勵蔣：「能堅忍耐煩，勞怨不避乃能其於有成，若十日無進步，則不願幹，則直無事可成也。」:4511月27日，蔣面見托洛茨基，托洛茨基對蔣臨別贈言：「忍耐和活動二者，不可缺一」；蔣把它做為成功立業之要素，12月15日回到上海，並寫一個考察報告:461。

### 黃埔
1924年1月16日，蔣到廣州向孫覆命:461。1月24日，孫以大元帥名義委蔣為陸軍軍官學校籌備委員會委員長:138。10天後，又任蔣為中國國民黨軍事委員會委員:461。2月6日，蔣設陸軍軍官學校籌備處於廣州南隄:51。蔣2月21日私自跑到上海，孫叫蔣回廣州，蔣回信說：「中正如果回粵，焉能專心辦學而不過問軍事政治。」:461一個月後，蔣辞职，开始发放遣散費；4月，孫批復蔣“务须任劳任怨，百折不回，从穷苦中去奋斗，故不准辞职”:138。4月9日，蔣對黃埔軍校第三期入伍生講話，聲言「一定要仿傚俄國共產黨辦法」:12，獲得蘇聯顧問之好感和信任:1464。4月21日，蔣返回广州:139。5月3日，孫任命蔣為黃埔軍校校長兼粵軍總司令部參謀長:461。蔣在軍校極力樹立校長權威，培植個人勢力，重用何應欽、王柏齡等人:1464。10月，廣州發生商團事變，蔣承孫命率黃埔學生平叛:462。蔣把軍校師生編組成教導團，成為武裝保衛南方政權和統一廣東根據地，於當年10月與工團軍、農民自衛軍等合力平定廣州商團武裝事變:1464。

### 東征
1925年2月，蔣參加國民革命軍東征討伐陳炯明:1464。5月7日，中國國民黨中執會應蔣之請，因教導團改稱黨軍，校長名義又不能指揮黨軍，遂「任命蔣中正為黨軍司令官」:68。6月，蔣回師廣州平定楊希閔、劉震寰:1464。7月1日，陸海軍大元帥大本營改組為國民政府，7月3日軍事委員會正式成立，委員為蔣及汪精衛、胡漢民、伍朝樞、廖仲愷、朱培德、譚延闓、許崇智，以汪為主席；7月7日，蔣向軍事委員會提出〈革命六大計畫〉：一、發展西南革命勢力，以抗拒帝國主義及軍閥；二、革除軍隊積弊；三、統一財政；四、整理軍隊；五、利用罷工工人建築道路；六、統一兩廣:384-392。8月20日，廖仲愷在廣州被害，國民政府組織「處理廖案特別委員會」，得到蘇聯顧問鮑羅廷信任和支持之蔣與汪精衛、許崇智為委員，被授予政治、軍事、警察全權，處理廖案及時局:1464。8月24日，蔣當上廣州衛戍司令:462。蔣先支持汪精衛將胡漢民驅送出國，繼而又將握有軍權之許崇智迫離廣州，收編粵軍部分師旅，一躍成為軍事實力首要人物:1464。8月26日，蔣把黃埔軍校兩團學生軍組成國民革命軍第一軍，蔣自任軍長:462。蔣再次討伐陳炯明，肅清粵境:1464。9月18日，汪授蔣以廣州衛戍司令:71。汪和蔣在中央政治委員會通過下，派胡漢民前往莫斯科，旋即提名胡漢民為中國國民黨駐共產國際代表:70。10月間，黃埔學生軍和部分革命軍第二次東征，肅清陳炯明勢力:462。
1926年1月，蔣出席中國國民黨第二次全國代表大會，向大會作軍事報告，當選為中央執行委員，會後又被選為中央常務委員:1464。2月8日，蔣辭國民革命軍總監之職，2月9日再辭軍事委員會委員及廣州衛戍司令；汪既不批准，亦不挽留:64。

### 中山艦事件
1926年3月14日，汪暗示蔣離粵，蔣之處境益加困難:64-65。此時蔣以為汪和蘇聯顧問某些舉措將削弱自己軍權，甚或被放逐蘇聯，乃於3月20日稱中山艦擅自行動密謀叛亂，宣佈廣州戒嚴，派兵逮捕海軍局代理局長、中國共產黨員李之龍，包圍蘇聯顧問團住宅和省港罷工委員會，收繳衛隊和糾察隊槍支，製造「中山艦事件」:1464。季山嘉與代理海軍局長李之龍密謀，欲乘蔣乘中山艦自廣州回黃埔時加以劫持，駛往俄國，以消除其破壞革命之障礙:65。蘇聯顧問鮑羅廷承認3月20日以來蔣所取得之權力，並按照蔣之要求，令共產黨員退出國民革命軍第一軍，共產國際和斯大林也批准中國國民黨以「同情黨」名義參加共產國際，並選蔣為共產國際執委會主席團「名譽委員」:463。斯大林堅持國共合作，以期先完成自上而下之資產階級民主革命，蘇聯顧問遂向蔣妥協，更阻止汪組織「反蔣聯盟」:84。嗣後蔣諉過於汪，說汪挑撥國共關係，迫使汪離開廣州出國:463。事後鮑羅廷自俄回粵，季山嘉離粵回俄，汪則藉口養病，秘密赴歐:65。

## 中年經歷

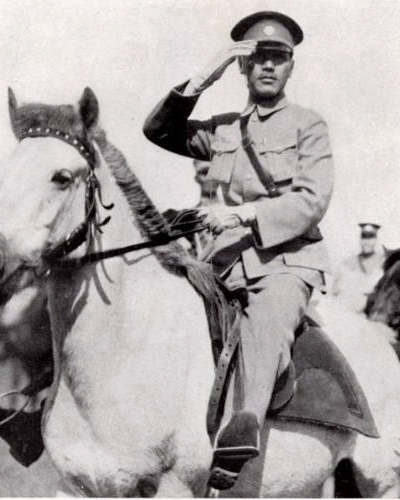
1926年7月9日，蔣就任國民革命軍總司令，在廣州東校場誓师北伐

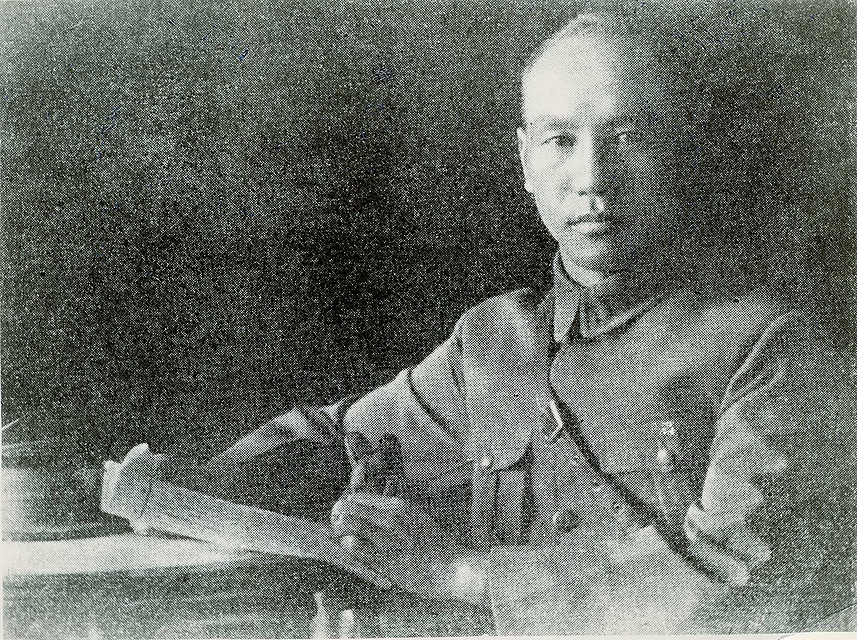
蔣攝於1926年

兩廣統一後，蔣主張北伐:464。1926年5月，由於中共中央執行共產國際命令之妥協方針，蔣在中國國民黨二屆二中全會提出一系列限共防共之「整理黨務案」:1464：規定中國共產黨員不能擔任中國國民黨中執會主席，不允許中國國民黨參加中國共產黨，以及中國共產黨員任職中國國民黨高級黨部執行委員不能超過1/3:82。

### 北伐
北伐戰爭，蔣在蘇聯顧問幫助下，制定各個破敵方針:472。6月4日，中國國民黨中央黨部任命蔣為總司令，直到7月1日下北伐動員令，到7月9日在廣州舉行大規模誓師典禮:86。7月11日，在北伐軍攻克長沙後半個月，蔣率總司令部人員離廣州赴前線指揮作戰；8月23日在長沙召集軍事會議，決定北上進攻武漢:1465。北伐有兩股力量推動：其一自五四運動以來，經過五卅慘案，使民族主義彌漫，形成風潮；其二自蘇聯援助，人力物力:88。北伐軍在攻克汀泗橋、賀勝橋後，於9月6日攻占漢口、漢陽，吳佩孚部死守武昌；蔣急於破城，幾次下令北伐軍攀城強攻均未奏效:1465。11月9日，蔣進駐南昌:92。
北伐軍繼續分三路進軍:466。1927年1月3日，蔣召開中央政治會議第六次臨時會議，會後通告中央黨部和國民政府暫駐南昌:94。3月，蔣拒不出席在武漢舉行之中國國民黨二屆三中全會:1465，全會選出蔣為武漢國民政府委員:380。蔣不斷派人與英、美、法、日等國聯繫:1465。3月，蔣在上海，連日召集秘密會議，與汪等商討「反共問題」，得到李宗仁等支持；蔣下令取消上海特別市臨時政府；支持吳稚暉、張靜江等在上海召開中央監察委員會議，通過吳稚暉提出之《查辦共產黨案》:1465-1466。程潛率部入南京，收到武漢中央命令他逮捕蔣，程不予理會:83。
北伐戰爭勝利，蔣擴大軍事實力:466。1927年，蔣離開上海赴南京，4月11日發出「已克復的各省一致實行清黨」之密令；4月12日蔣以調解「工人內訌」為名，解除工人糾察隊武裝；時逢國民革命軍北伐，蘇聯代表鮑羅廷及中共中央以“黨的力量在前，革命的力量在後”為理由反對北伐；4月18日，蔣聯合胡漢民等在南京另立國民政府，與武漢政府對峙:1466。5月5日，南京中國國民黨中央常務委員會第八十八次會議議決籌設中央黨務學校，推定葉楚傖、曾養甫等為籌備員，後第九十二次中常會又議決任命蔣兼任校長:2703。5月21日，南京中國國民黨中央政治會議通過胡漢民、蔣、鄧澤如、閻錫山、王伯群為國民政府委員:2715。

### 一次下野

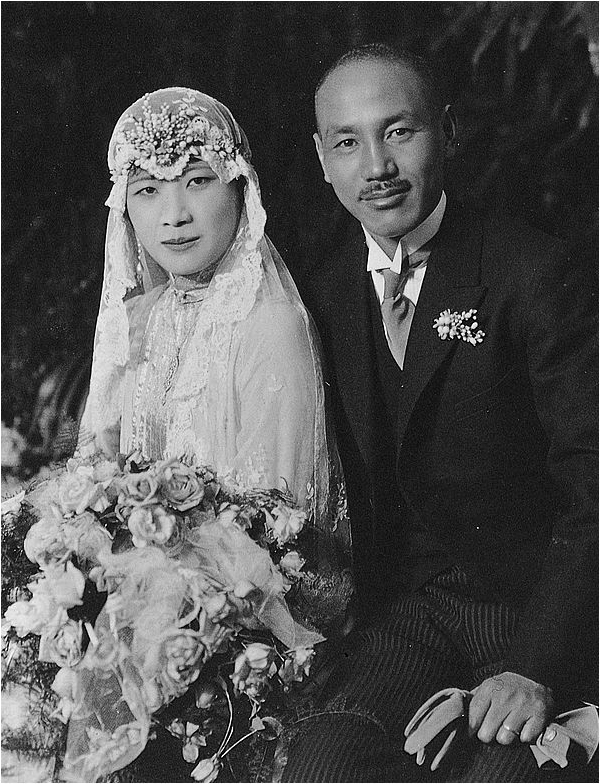
蒋与宋美龄婚礼留影，1927年12月1日

馮玉祥主張停止寧漢之爭，共同北伐:468。1927年6月13日，南京中國國民黨中央政治會議決定：設外交委員會，推胡漢民、蔣、吳敬恆、李石曾、伍朝樞為委員:2735-2736。7月14日，南京中央政治會議決議：任命張靜江、蔣等為浙江省政府委員:2766。7月，被北伐軍擊潰之孫傳芳在直魯聯軍張宗昌幫助下反攻津浦鐵路，7月24日攻陷徐州；8月6日，蔣退回南京守長江，威信驟降，桂系李宗仁、白崇禧擁兵自重逼蔣下臺；在武漢之汪和唐生智又組織東征軍通電討蔣；而何應欽等嫡系親信不願出來維持蔣之地位；8月13日，蔣被迫宣布辭總司令職下野，回鄉住月餘後，於9月28日赴日本訪問，與日本朝野各界廣泛接觸:1466-1467。
蔣下野後，李宗仁於8月16日電告汪，請將武漢中央政府盡快遷往南京，汪翌日在中央政治委員會會議上稱，南京政府已經無人負責、停止辦公，汪遂覆電李宗仁，決定遷南京，寧漢合流:107。9月17日，中國國民黨中央特別委員會第二次代表大會選出蔣任南京國民政府委員:381。10月19日，國民政府特任蔣為軍事委員會委員:2842。
1927年11月10日，蔣抵上海，11月16日汪、李宗仁到上海與之商談取消特委員會和召開中國國民黨二屆四中全會事，蔣、桂實現聯合；12月10日，南京政府任命蔣為總司令:469。
蔣下令查辦汪、顧孟餘、陳公博等廣州成立之中國國民黨中執委臨時辦公室，汪再度被迫出國:469。1928年1月3日，蔣任國民政府常務委員:382。2月2日，蔣在中國國民黨二屆四中全會上當選為中政委主席和軍委主席，從此黨政軍權再度集中於蔣:469。3月，中央軍事政治學校改名為「中央陸軍軍官學校」，在南京正式成立，以蔣為校長:166。3月7日，中國國民黨中央政治會議第一三一次會議，推蔣為中央政治會議主席:2977。蔣聯合馮玉祥、閻錫山、李宗仁對奉系軍閥北伐:1467。總司令部組織大綱規定「國民革命軍總司令得兼任軍事委員會主席」:228。

### 東北易幟
張作霖不敢戀戰，帶領文武官員離京出關，在皇姑屯被日軍炸死:470。1928年6月15日，蔣以南京政府名義發表宣言，通告統一完成:123。7月6日，蔣、馮玉祥、閻錫山、李宗仁在北京開會，到西山碧雲寺孫中山靈前舉行「北伐完成報告祭」；8月9日，蔣派方本仁到奉天，勸張學良把五色旗換成青天白日旗:470。10月10日，蔣就任國民政府主席:189。12月29日，張學良通電「遵守三民主義，服從國民政府，改旗易幟」，蔣即電覆，南京政府宣布「統一告成」：「諸兄匡扶黨國，表示精神，無任佩慰！……願與諸公共策之。」:470

### 中原大戰

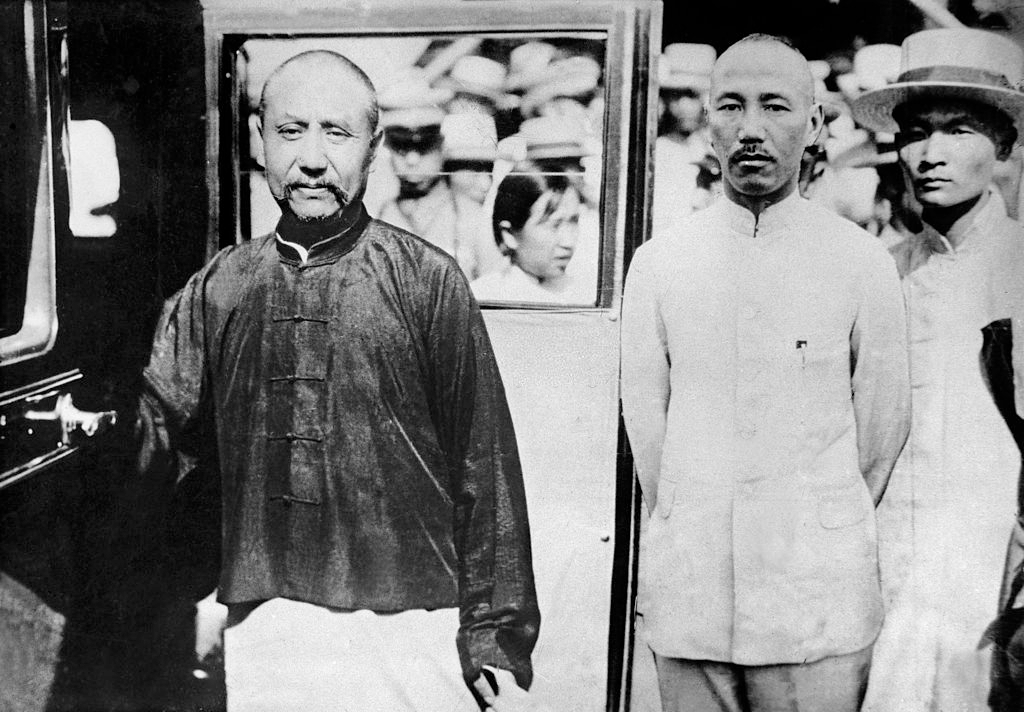
1929年7月31日，与冯玉祥会谈后，阎锡山与蒋离开北京

蔣以中央政府名義強調「統一」和「集中」，要求各集團軍「奉還大政」、「歸命中央」:470-471。1929年1月，蔣以「裁軍建設」相號召，召開全國編遣會議，對各派軍事首領委以高官，但奪掉他們兵權:1467。3月蔣桂戰爭一舉打敗桂系，收編李宗仁第四集團軍，李宗仁、白崇禧、黃紹竑通電下野:471。馮玉祥不肯就範，知蔣必不肯罷休，乃作戰略撤退，向豫西移動，以縮短戰線，並及時炸毁隴海鐵路、京漢鐵路之橋樑和隧道，以阻蔣運兵:132。5月22日蔣下令討馮，5月23日宣布開除馮黨籍，5月24日下令通緝馮，馮部將韓復榘、石友三投蔣，5月27日馮通電下野:471。韓就任蔣所授之西北軍總指揮，石就任蔣委任之第十三軍軍長:133。12月張發奎與駐廣西桂軍聯合反蔣，蔣派何應欽將其擊敗，唐生智和石友三舉兵反蔣，不久即被蔣擊敗:471。
蔣用重兵進攻、分化瓦解等辦法戰勝對手:1467。最重要是從頭到尾張學良一直效忠蔣:102。1930年2月28日，閻錫山迎馮玉祥到太原商議聯合反蔣，宣布閻任總司令，馮為副總司令，4月2日蔣下令免閻職拿辦，4月5日又下討伐令，4月6日宣布永遠開閻黨籍:471。蔣於5月1日發布討伐閻馮誓師詞:137。5月11日，中原大戰爆發，蔣由濟南抵徐州，設行營於隴海鐵路，以居中指揮，當晚下總攻擊令，以中央軍第二軍團為主力，沿隴海鐵路向歸德進攻，與晉軍、西北軍開展大規模接觸，孫殿英部被迫退往鹿邑、亳州，萬選才部退至歸德附近:3589。在蔣軍事進攻和政治策略兼施下，閻、馮軍在隴海鐵路、津浦鐵路相繼受挫，9月18日張學良通電擁蔣揮師入關；8月汪、陳公博改組派和鄒魯、謝持西山會議派聯合倒蔣，在北平召開「中國國民黨中央黨部擴大會議」，無疾而終:1467-1468。10月3日，蔣於開封軍次，致電南京中央執行委員會告捷:140。12月6日，國民政府令：教育部新任部長高魯未到任以前，由行政院院長蔣兼理:3737。
面對中國國民黨內部矛盾和紛爭，以及社會輿論強烈要求民主、法治，蔣在中國國民黨三屆四中全會上，主張召開國民會議、制定「訓政時期約法」，胡漢民反對；蔣於1931年2月28日將胡漢民軟禁於南京汤山，導致5月廣州召開「中國國民黨中央執監委員非常會議」，另組「國民政府」:1468。6月，蔣任全國經濟委員會常務委員:574。6月15日，中國國民黨三屆五中全會第三次大會決議：由國民政府主席提請，蔣兼任行政院院長:3860-3861。6月17日，中國國民黨中央會議推定蔣為政治會議主席:3862。6月26日，蔣為集中一切力量「圍剿」紅軍，在南昌成立「陸海空軍總司令行營黨政委員會」，蔣自兼委員長:3868。7月1日，蔣在南昌行營發出第三次「圍剿」江西蘇區紅軍之命令，蔣自任「圍剿」軍總司令，何應欽為前線總司令，聘用英、日、德軍事顧問，調集30萬國軍採取「長驅直入」之戰略，即日開始行動:3871-3872。

### 九一八
1931年7月12日，蔣密電張學良，對日軍在東北之挑釁，須極力忍耐，勿生事端，「此非對日作戰之時」:3878。8月4日，蔣在南昌電中國國民黨中央，堅持「安內可以攘外」，中央對當前國民排日運動「應取慎重態度，免為日方借口」:3895。此時，日本帝國主義發動「九·一八」事變，日軍迅速占領東北三省:1468。9月19日，中國國民黨中常會臨時會議決議，急電蔣回南京主持一切:3922。9月21日，蔣自江西回南京，在陵園官邸召集在南京中央委員討論時局及應付日本侵略辦法，議定：一、外交方面：加設特種外交委員會，為對日決策研議機關；二、軍事方面：抽調部隊，北上助防，並將攻粵部隊及「剿共」計劃，悉予停緩；三、政治方面：推出蔡元培、張繼、陳銘樞專程赴粵，磋商統一團結禦侮辦法；四、民眾方面：由國民政府及中央黨部分別發布告全國軍民書及黨員書，要求國人鎮靜忍耐，努力團結，准備自衛，並信賴國際聯盟公理處斷:3926。蔣請陳銘樞赴粵謀和，即以下野為條件，「亦甚願接受」:153。
9月22日，蔣電告張學良，若日方脅迫以簽字承認「二十一條」為退兵條件，望設法嚴拒，此案已在南京歸為國際交涉:3929。9月29日，上海各大學到南京請願學生5千餘人，強烈要求政府改弦更張，蔣不得不出面接見，窮於應付:153。10月8日，蔣與張群詳談，示備戰不屈之決心，但仍期望通過外交解決東北問題:153。12月14日，宋慶齡得知鄧演達遇害傳聞，再次趕赴南京面見蔣，宋慶齡確認蔣殺鄧，勃然大怒，把茶几掀翻，蔣匆忙逃脫:156-157。

### 二次下野
蔣迫於各方壓力，於1931年12月15日再次辭職；一個月後，他利用政局不穩，和汪在杭州舉行秘密會談，決定兩人合作，蔣主軍、汪主政:1468。12月16日，蔣辭職通電發出，翌日宋美齡離開南京前赴上海:155。
前軍統沈醉明言，殺中央研究院楊杏佛，為警告宋慶齡，殺《申報》主筆史量才，因懷疑與中國共產黨有關係，都出自蔣意:147。

### 國共初戰

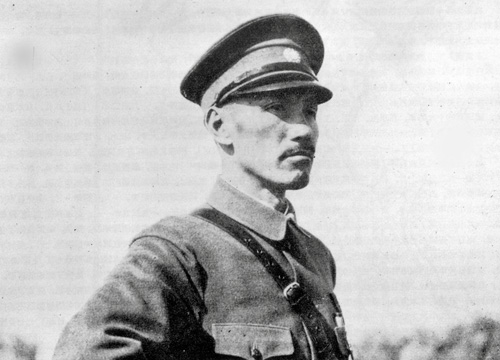
蔣在江西剿共，1933年

1930年7月23日，蔣發布《告全國同胞一致安內攘外書》:91。蔣還建立陳果夫、陳立夫CC系「中統」和黃埔系「軍統」，專事破壞中國共產黨，並防範中國國民黨內反蔣派系；他於9月密令取締「左聯」等團體；12月下令頒布《出版法》，查禁「宣傳共產主義」、「鼓吹階級鬥爭」之書籍:1469。俗稱「藍衣社」的「力行社」，門戶森嚴，1938年解散時只有300人左右；藍衣社任務是在全國各級學校灌輸軍事紀律和愛國精神，包括效忠「領袖」；藍衣社痛恨法西斯日本，也激烈反帝國主義；其實，他們每項活動都沒能停止中英文報紙和非正式印刷品，也不斷出現抗議和批評蔣及藍衣社:118-120。在將各派系軍隊收編改組後，蔣即從1930年12月起，連續五次向中共根據地發動軍事「圍剿」，先後調動上百萬軍隊，並聘請外國軍事顧問，經過四年鏖戰，迫使紅軍退出江西、福建、湖北、河南、安徽等根據地長征:1468。
蔣在各根據地反覆「清剿」，命令西南地方軍隊堵截紅軍長征，借機「整理」西南諸省軍政，逐步掌握雲南、貴州、四川三省:1468。1932年1月17日至1月20日，蔣在杭州密晤汪，「披肝瀝膽以精誠對之」，達成聯袂入南京「共支危局」協議:157。1月22日，蔣、汪返抵南京，汪於1月28日繼任行政院長，並決定成立軍事委員會，指定蔣、馮玉祥、何應欽、朱培德、李宗仁為五人常委:154。3月18日，蔣就任委員長，並兼任參謀本部參謀總長:277。蔣設立南昌行營，組織侍從室，到1936年1月，正式改組為「國民政府軍事委員會委員長侍從室」，錢大鈞任侍一處主任掌軍事，陳布雷為侍二處主任掌政治與黨務:149。

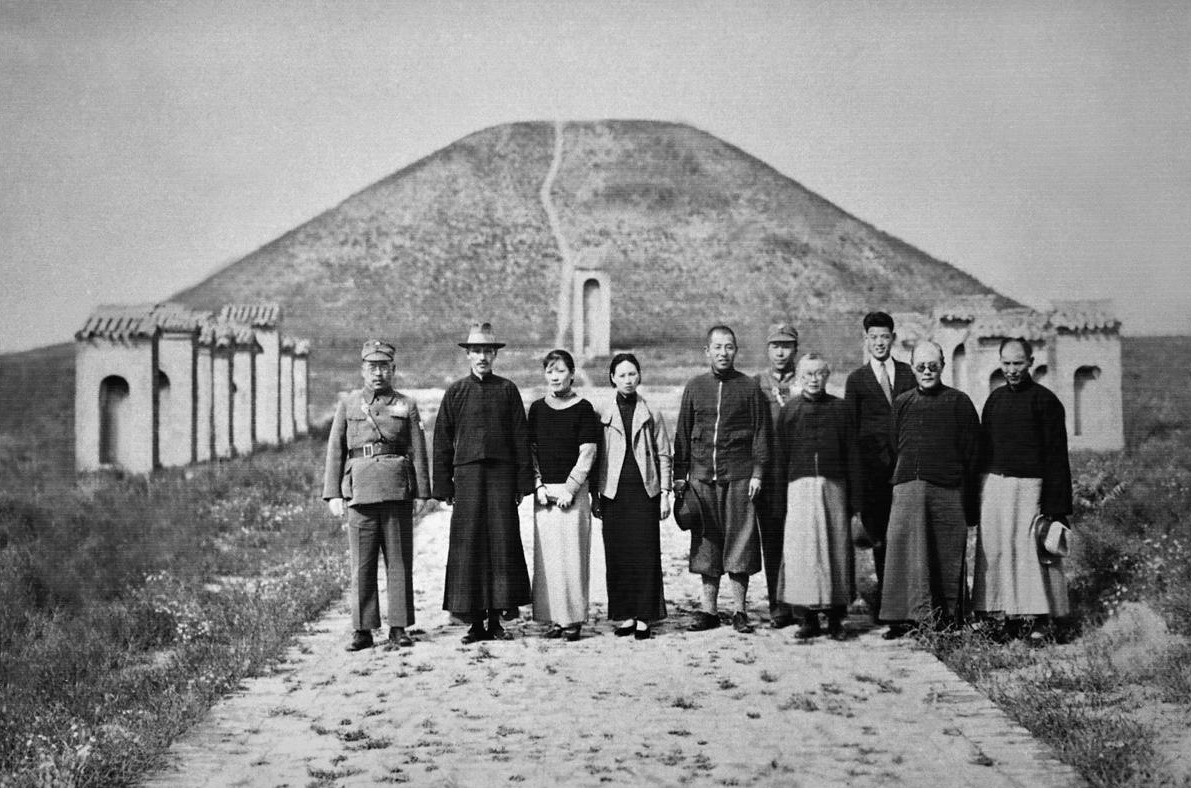
蒋祭汉茂陵，同張學良（左五）和楊虎城（左六）一起，1934年

對日本帝國主義，蔣實行「攘外必先安內」之方針:471。1934年2月，蔣發起「新生活運動」，謀求重整道德、改變社會風氣，號召恢復「忠孝仁愛信義和平」，實踐「禮義廉恥」，來革新個人、改造社會、復興民族；蔣自任新生活運動促進會會長，在全國各地建立分會推動，但收效甚微:1469。5月，蔣任航空委員會委員長:471。
1935年4月1日，國民政府特任蔣為特級上將。11月1日，王亞樵集團剌客、晨光通訊社記者孫鳳鳴於南京中央黨部禮堂舉行之中國國民黨四屆六中全會開幕式剌蔣不成，汪遇剌重傷:102-104。12月30日，國民政府令蔣等47員分別給予雲麾勳章:66。但是經濟之微弱增長遠遠趕不上日益龐大之軍費開支，財政入不敷支:1469。
在國統區大批捕殺中國共產黨人士，查禁書籍；派宋子文去美國簽訂五千萬美元之棉麥貸款協定，實際上是謀取剿共之經濟支援:475。蔣堅持「攘外必先安內」政策，對日實施「不絕交、不宣戰、不講和、不訂約」，先後同意簽訂淞滬、塘沽、何梅等一系列協定；他還阻撓馮玉祥組織察哈爾民眾抗日同盟軍抗禦日本，鎮壓李濟深、陳銘樞、蔣光鼐等人發動之「福建事變」:1468。
蔣推行聯保連坐法，要各户互相監視:1469。蔣認為農村安定靠地主，故不惜代價扶助地主恢復其威權，對地方鄉紳，尤視為反共支柱:179。1933年6月9日，國民政府派蔣兼中央陸軍軍官學校校長。蔣於7月28日，以「妨害統一政令」為名，通電迫馮玉祥解散民眾抗日軍:195。1934年11月7日，蔣在綏遠會見榮王、德王、潘王等蒙人與黨政人員，並對各主席和邊外將領指導一切:366。

### 一二八
1932年1月28日，日軍在上海制造一·二八事變，爆發淞滬抗戰:163。駐上海第十九路軍奮起抵抗，得到上海各界民眾支持:163。1月31日，政府發表遷洛宣言，宋美齡與蔣乘車離開南京赴洛陽:158。蔣對日主張暫取逆來順受態度，以待國際公判:473。5月5日，國民政府與日方簽訂《淞滬停戰協定》:163。

### 西安事變

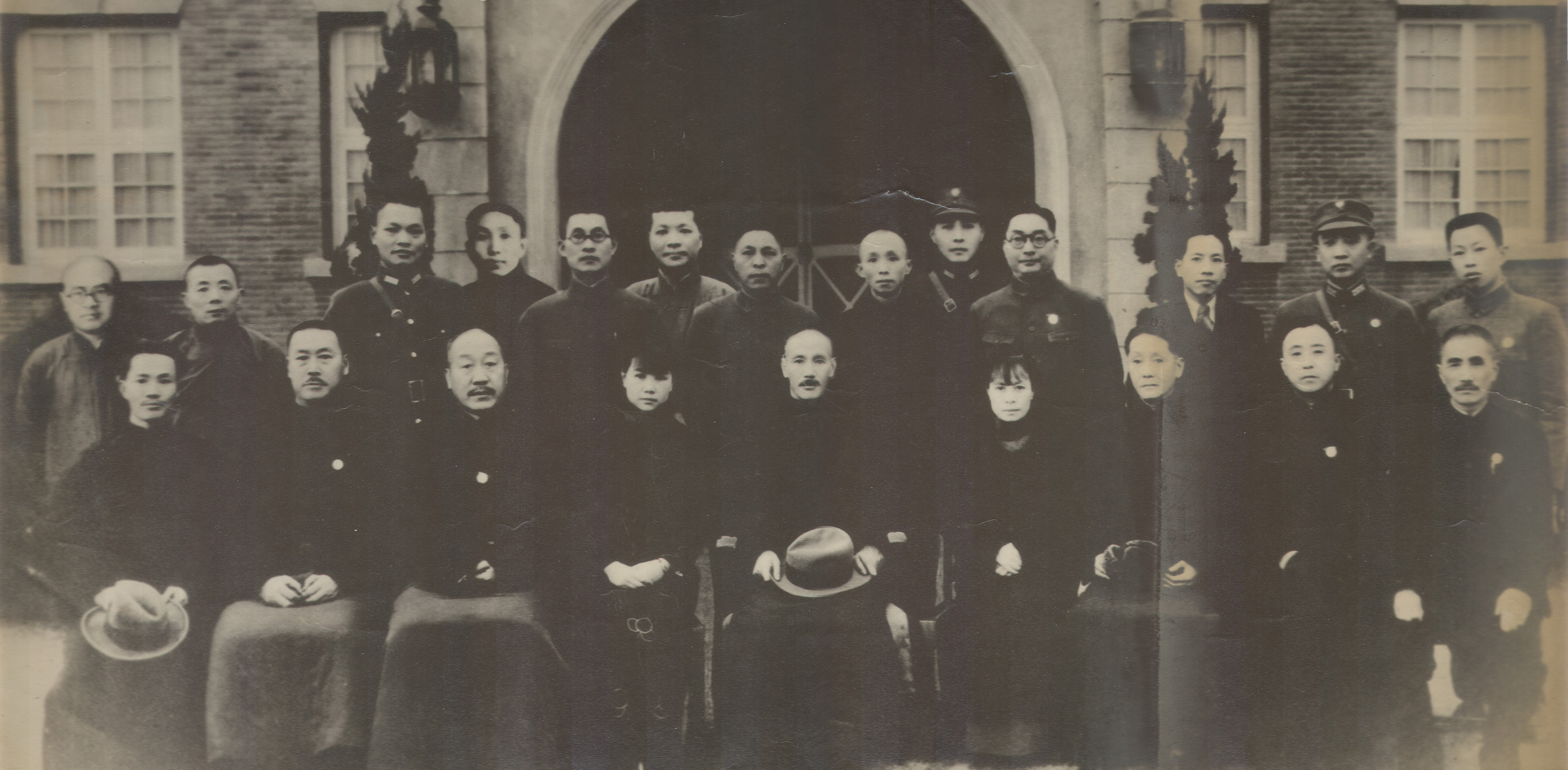
西安事變時蔣與黨員合照

中國共產黨中央紅軍到陝西省保安縣吳起鎮和陝北紅軍會師:476。1936年春，蔣調集中央軍5個師入山西，準備打擊經過長征實際逃亡進入西北之共軍，同時也準備對日本侵犯綏遠有限度抵抗:493。蔣仍然想要武力「剿滅」工農紅軍，在西安成立剿匪總司令部，自兼總司令，一再督飭張學良、楊虎城進兵陝北；張、楊「剿共」受挫，受抗日運動推動和中國共產黨抗日統一戰線政策之影響，主張聯共抗日:1470。中共方針應是「逼蔣抗日」:477。7月14日，國民政府特派蔣為國防會議議長。冬，蔣趕到西安，催逼張、楊出兵；張、楊反對繼續內戰，向蔣苦口極諫遭拒，乃發動「兵諫」，於12月12日晨將蔣扣押:1470。後在中共和張、楊以及宋子文、宋美齡等多方面努力下，達成改組中國國民黨、國民政府停止「剿共」政策、聯合紅軍抗日等六項協議:1470。蔣被迫接受中國共產黨停止內戰、一致抗日的主張，開始第二次國共合作，共同抗日:1587。12月25日，蔣由張陪同離開西安，到南京後扣押張，隨即軟禁；繼又迫楊辭職、出國，分化瓦解叛變之東北軍、西北軍，調往河南、安徽:1470。

### 抗日

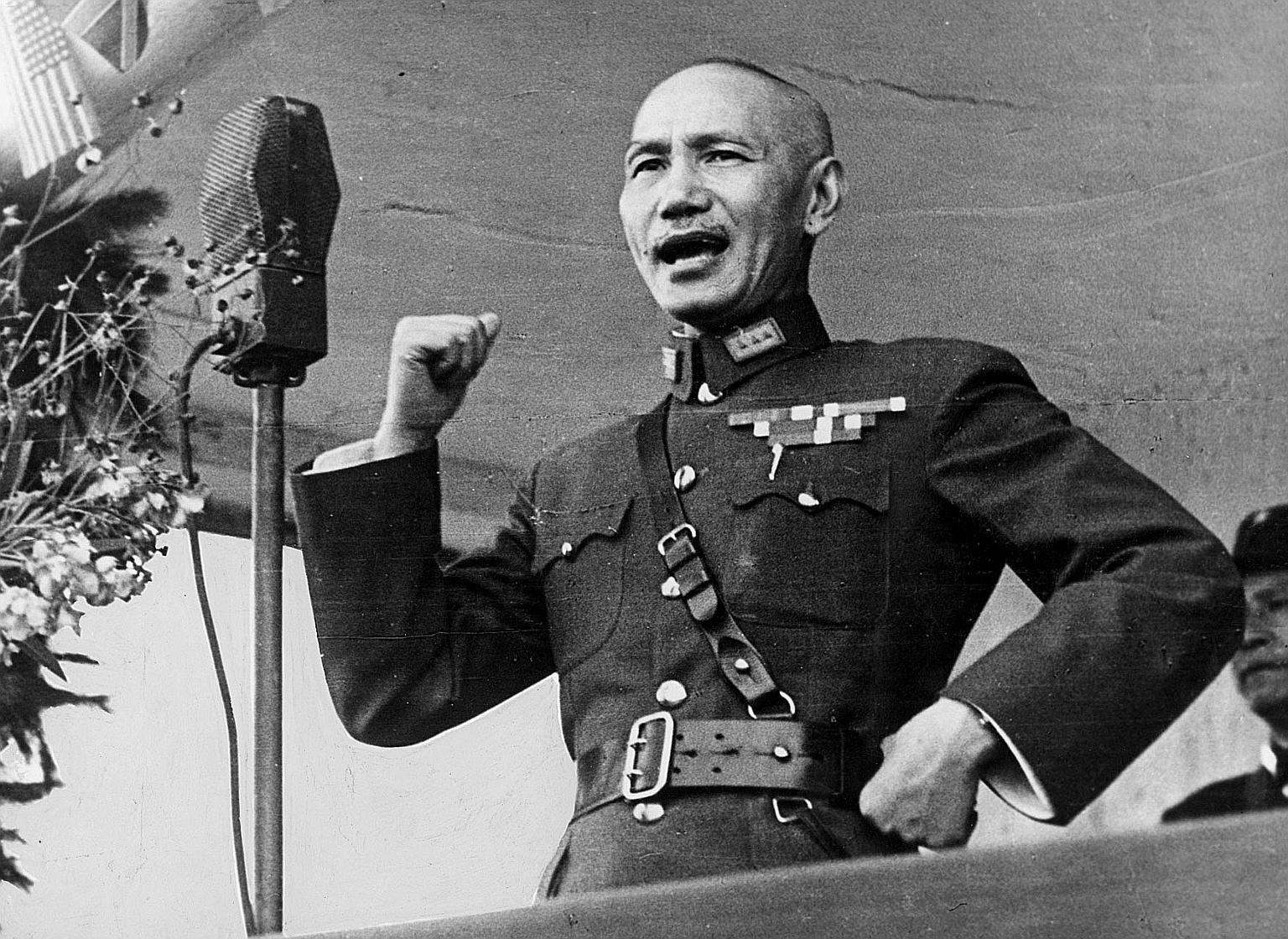
1937年7月17日蔣發表廬山聲明

「西安事變」後，蔣被迫停止內戰，接受抗日:481。迫於軍民要求抗日，蔣於1937年1月5日下令撤銷西北剿匪總司令部，改設西安行營；先派顧祝同等，後又親與中共代表周恩來等人多次談判國共合作事宜:1470-1471。2月18日，蔣呈請中國國民黨五屆三中全會，辭去本兼各職；全會決議：一、陝變張學良所提八項主張，不予置理；二、懇切慰留蔣:5368。3月4日，蔣以禁煙總會總監名義通電全國，要求切實推行禁政，務期如限肅清煙毒:5378。3月25日，中國國民黨中常會決議，准蔣辭國民政府委員職:5390。4月19日，蔣經國帶著蔣方良和蔣孝文，回到上海；幾個星期後蔣經國在杭州恭迎蔣並跪地磕頭:163。7月蘆溝橋事變起，日本發動全面戰爭；蔣籌劃之抗戰各項準備工作遠未就緒，乃決定「不屈服、不擴大」，應付時局；在軍事上緊急部署，命令第二十九軍軍長宋哲元即赴保定，「從速構築預定之國防線工事」，「堅持到底，處處固守」；同時調集九個師向石家莊、保定集中；7月17日，他在廬山發表談話；此時，蔣還企望蘆溝橋事件能就地和平解決，以犧牲局部換取全局之苟安，連續接見英、美、法、德國駐華使節，希望列國出面調停；蔣對宋哲元在北平於日方談判也「極度容忍」，沒有採取果斷措施及時調遣部隊增援，延誤戰機，使日軍入關輕易擊潰第二十九軍，而於7月29、30日佔領平津地區；蔣急於取得各黨各派勢力合作和支持，在廬山、南京同周恩來等多次會談，同意工農紅軍改編為國民革命軍第八路軍和新編第四軍:1471。8月12日，蔣在南京召開國防最高會議及黨政聯席會議，得到各地各派軍事首領和中國共產黨代表支持和擁護，舉為陸海空軍大元帥:1472。8月16日，國防最高會議決議，由國民政府授權蔣為陸、海、空三軍大元帥，統帥全國陸海空三軍對日作戰；蔣以中日尚未宣戰，不宜組織大本營，只擴充軍事委員會編制，設第一至第六6個部及國家總動員設計委員會、後方勤務部、衛生勤務部等，另有管理部:5559。9月，蔣自兼第三戰區司令長官，親自指揮淞滬會戰，迅速調集73個師約40餘萬兵力（佔當時全國可調動兵力三分之一以上），在長江下游三角洲狹小地區陣地戰，日軍死傷5萬餘人:1472。大本營副參謀長白崇禧等再三苦諌，蔣才准予向吳福線和錫澄線國防陣地轉移:242。期間蔣一直指望英、美各國出面制止戰爭，期待布魯塞爾九國公約會議，但英、美等國政府奉行「不干涉」政策，只有蘇聯於8月21日與中國簽訂《互不侵犯條約》，並給予軍事貸款，派志願空軍助戰:1472。蔣得知九國公約將於11月3日開會，可能制裁日本，又決定收回成命，嚴令各部回到原有陣地死守:242。12月23日，日軍渡過黃河，擔任津浦路北段作戰指揮之韓復榘不戰而退，為穩住戰局和嚴肅軍紀，蔣將韓處決:1473。
日本在淞滬會戰後，展開誘降活動；1937年11月5日，蔣在南京會晤德國駐華大使陶德曼，聽取他轉述日本提出七項和談條件，表示願意以七項條件作為談判基礎；11月12日日軍直指南京，蔣調集共15個師約10餘萬人，統交唐生智守衛:1472-1473。11月20日，蔣宣佈遷都重慶，是為陪都:40。
1938年1月1日，中國國民黨中央常務委員會第六十二次會議議決，兼行政院長蔣辭職照准:5725。2月，高宗武奉命在香港設立「日本問題研究所」，暗中與日方聯繫:262。3月29日，中國國民黨臨時全国代表大会在重慶國民政府禮堂舉行開幕典禮:5789；4月1日在武昌舉行第四次會議，決議：一、制定《抗戰建國綱領》；二、選舉蔣为中國國民黨总裁，汪精衛為副總裁；三、成立國民參政會；四、設立三民主義青年團:5795-5796。
蔣決定保衛徐州，不讓日軍主力離開津浦鐵路，一面先後調集60万兵力以備決戰，一面處決集團軍總司令韓復榘:482。1938年3月至4月上旬，蔣曾親赴徐州督導第五戰區司令長官李宗仁籌劃作戰，台兒莊戰役大捷，擊敗日軍兩個精銳師團，殲敵萬人以上；嗣後日軍增調兵力占領徐州，趁勢沿隴海鐵路西進，直撲中原要地鄭州，蔣下令於6月9日炸毁花園口黃河大堤，以洪水泛濫將日軍第14師團、第16師團及機械化部隊困陷其中，戰局暫告穩定，但河南東部和安徽北部、江蘇北部受淹地區數百萬人民生命財產也受到嚴重損失；黃河決堤後，日軍沿大別山北麓和長江兩岸向武漢推進:1473-1474。蔣重新部署武漢防務，以轉入山地與湖沼地區作戰為主，配置129個師及騎兵、炮兵等共約100萬兵力，以及海軍、空軍，層層進行陣地戰，盡量消耗日軍有生力量，前後達4個多月，大小戰鬥數百次，迫使日軍前後投入40萬人以上，消耗軍力重大:1474。10月25日武漢失守，蔣於10月30日發表《告全國同胞書》，表示要堅持抗戰到底:1474。有位德國前任情報官員施滕納斯成為「顧問」，實際上是蔣之衛隊長，頗得宋美齡寵信；日後身分曝光，竟是蘇聯KGB特務:175。
1938年外交部亞洲司司長高宗武奉蔣令，於7月5日自香港抵達神戶:262。日本外相宇垣一成得到裕仁天皇秘密批准，計劃與孔祥熙在軍艦上晤面；9月25日馬伯援自香港取道河內赴重慶，與蔣、孔祥熙詳商，蔣也派鄭介民到香港會談；陸相坂垣征四郎反對和議，外相宇垣被迫於9月29日辭去外相職務，會談流產:264。

### 汪精衛投敵

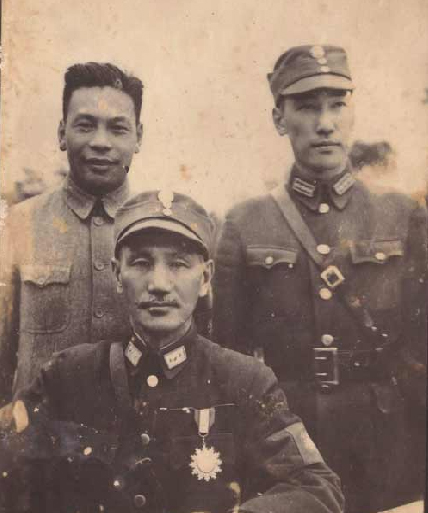
蔣與蔣經國（左上）、蔣緯國（右上）留影

此後，日本加強「政治謀略」攻勢，方針以政治誘降為主、軍事打擊為輔；蔣對於中國國民黨副總裁汪等一批親日分子與日本方面秘密勾結談判「和平」之行徑，表示嚴正態度，於1939年元旦主持中國國民黨中央常務委員會議，將汪開除出黨，嗣後並下令通緝:1474。河內刺汪案是戴笠奉蔣之命幹，戴笠還於2月底3月初親往河內布置:268。
1939年底，高宗武與陶希聖突然出走，抵達香港，於1940年1月21日在《大公報》上刊登來函，公布汪《日支新關係調整要綱》:271。1940年3月29日，汪在南京成立汪精衛政權:127。1942年5月28日，陳布雷電報駐美大使胡適：「胡大使：咸（27）日由賀主任耀祖名義滙上美金四千元，係委座發高君宗武旅費，即請轉交高君，並覆為荷。弟陳布雷。勘」:272。

### 皖南事變
為實施其反共方針，蔣大搞「國民精神總動員」，宣傳「國家至上民族至上」、「軍事第一勝利第一」、「意志集中力量集中」，以達到維護「軍政軍令及行政系統之統一」之目的，並在全國推行「新縣制」，實行縣、鄉、保、甲之體制，把政治、武力、教育合為一體，在精神上組織上強化統治；另一方面，不斷與八路軍、新四軍武裝磨擦:484。1939年11月，中國國民黨五屆六中全會舉行第七次大會，確定蔣兼任行政院長，孔祥熙改任副院長:6151。蔣任中央、中國、交通、農民四銀行聯合辦事總處主席:547。
1940年11月15日，國民政府令：蔣請辭四川省政府主席兼職，派張群兼理:6414。陳布雷稱：「委座處理政治如同處理家事，軍事要親自處理，個人辛苦固不辭，但國家大政不與各主管官商定，恐將脫節」:309。

### 聯合歐美

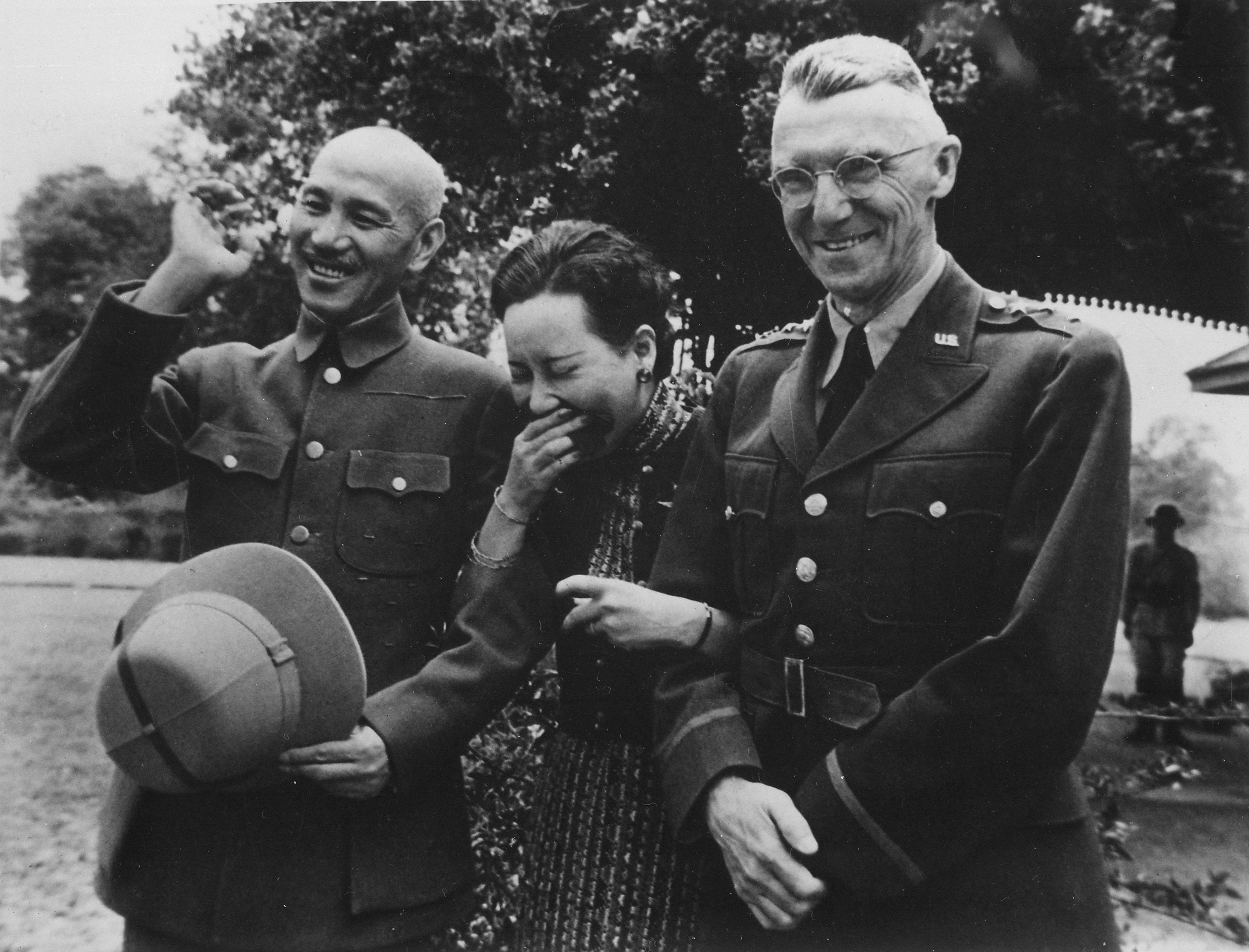
蔣宋夫妇與史迪威中將於緬甸，1942年

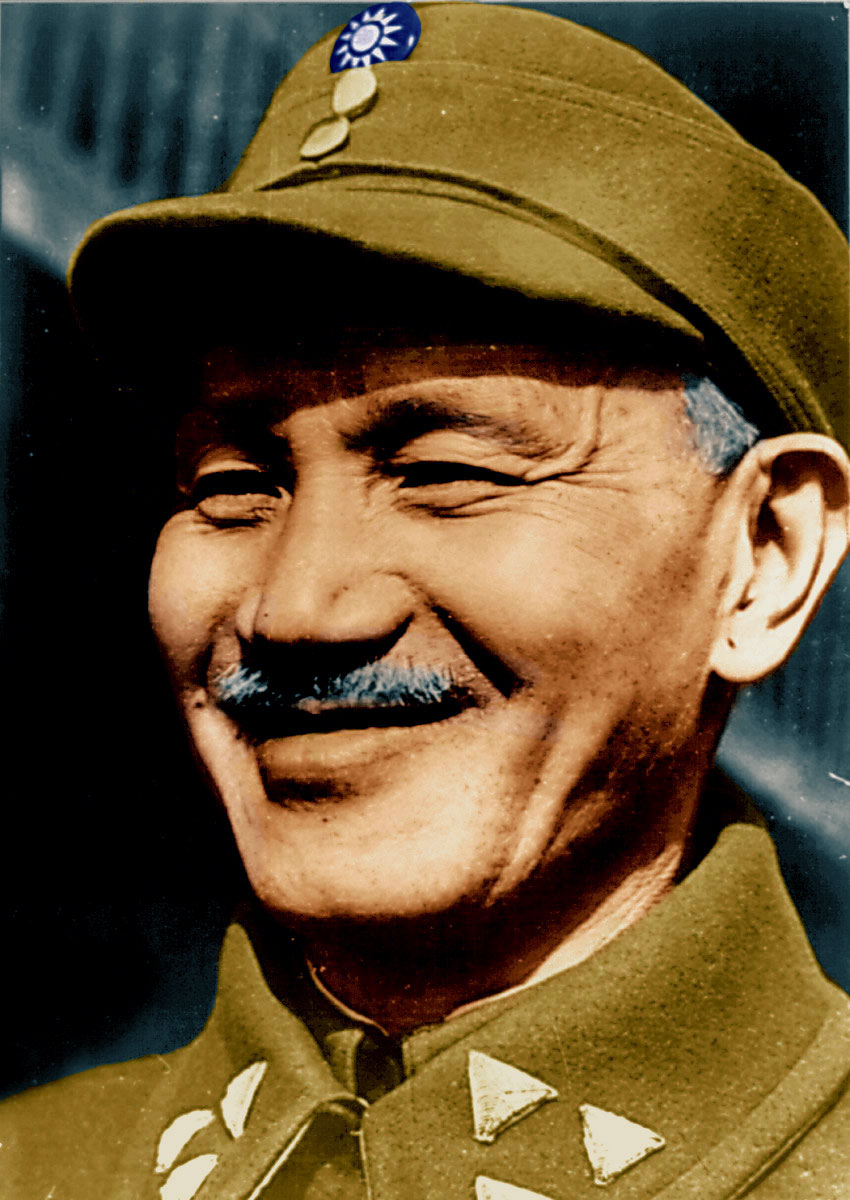
蔣於1945年3月巡視空軍基地

日本除繼續採取政治誘降外，又施加軍事壓力，對中國國民黨正面戰場局部進攻:485。1941年12月27日，蔣兼理外交部部長:521。
蔣採取保存實力，實行反共政策:485。1942年1月3日，美國宣布蔣為同盟國中國戰區（包括越南、泰國等）陸空軍最高統帥:486。蔣積極開展外交活動，爭取美、英等國提供貸款和軍用物資，抽調精銳部隊組建遠征軍入緬作戰，協同美、英軍隊重創日軍:1476。
蔣派員交涉，與美國、英國先後簽訂取消在華治外法權及有關特權之新約:1476。美國、英國於1942年10月9日聲明願放棄在華治外法權及其他有關特權；1943年5月20日中美及中英新約分別在華盛頓、重慶互換批准本，並自即日起生效:133-134。
蔣對美國總統代表史迪威想要獲得指揮中國軍隊全權之要求予以拒絕，並迫使羅斯福改派魏德邁接替史迪威:1476。批蔣不遺餘力，也是史迪威好朋友的白修德，在1942年自重慶發出之報導中即說：「蔣只有一個感情：中國。」:236
1944年6月底，羅斯福曾派副總統華萊士至重慶，蔣即抱怨史迪威之「不合作態度」，以及不信任史之判斷，華萊士隨即向羅斯福報告；到9月6日羅斯福派赫爾利為私人代表抵重慶，仍要求「史迪威在中國戰場如艾森豪威爾之在歐洲」:291。蔣於9月25日要求撤換史迪威後，在10月19日得到羅斯福覆電，同意調回史迪威:293。1945年1月28日，蔣、赫爾利、魏德邁應美國互通廣播公司之請，於是晚10時在重慶播講《中印公路開辟之意義》，蔣宣布命名該路為「史迪威公路」，以紀念史迪威將軍打通該路之努力:7646。
1943年8月1日，國民政府主席林森逝世，中國國民黨中央常務委員會臨時會議選任蔣代理國民政府主席；9月13日中國國民黨第五屆十一中全會在重慶選舉蔣為國民政府主席兼行政院長:133。蔣夫婦自重慶飛埃及參加開羅會議:487。1943年11月23日至26日，蔣應邀出席中、美、英三國開羅會議，和羅斯福、邱吉爾共同討論對日作戰及戰後對日處置方案；會議加強中國作為四強之一國際地位，並決定戰後中國收復東北、台灣之基本方案，蔣得到美國支持，取得外交成功；對於美國政府派赫爾利來華「調處」國共關係，蔣堅持中共必須先交出軍隊，實現「軍事統一」:1476。

### 對蘇談判與日本投降

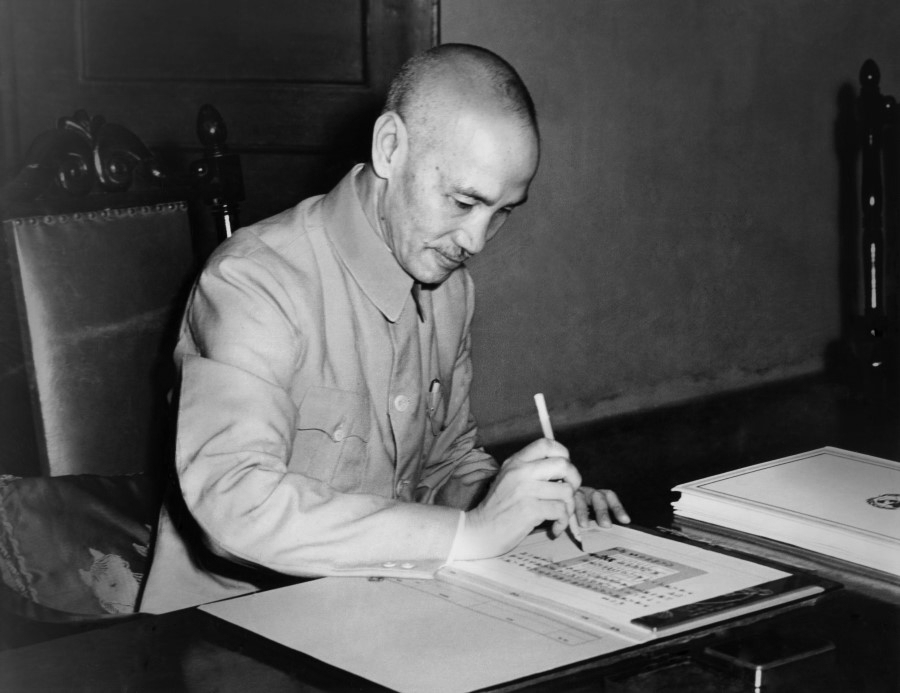
蔣代表中華民國政府签署《联合国宪章》批准書，1945年8月24日

經日美海戰後，日軍喪失作戰主動權，美軍轉入戰略大反攻，日軍節節敗退:486。1945年8月14日，中國政府和蘇聯政府在莫斯科簽訂中蘇友好同盟條約:3712。8月11日，美國國務卿貝爾納斯代表中、美、英、蘇經瑞士答覆日本，同意其要求，至8月14日日本天皇遂頒佈无条件投降之《敕書》，8月15日國民政府接獲日本投降電文:146。在美國海、空軍運輸力量幫助下，蔣把長期分布在雲南、貴州、四川、陝西等地之國軍迅速運到南京、上海和華東、華北、華中各戰略要地；並派出大批官員到收復區接收資產:1477。

### 內戰

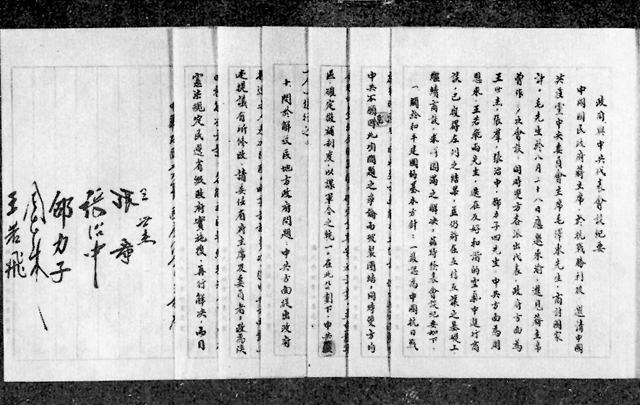
《國共雙方代表會談紀要》（雙十協定），規定政治民主化，軍隊國家化

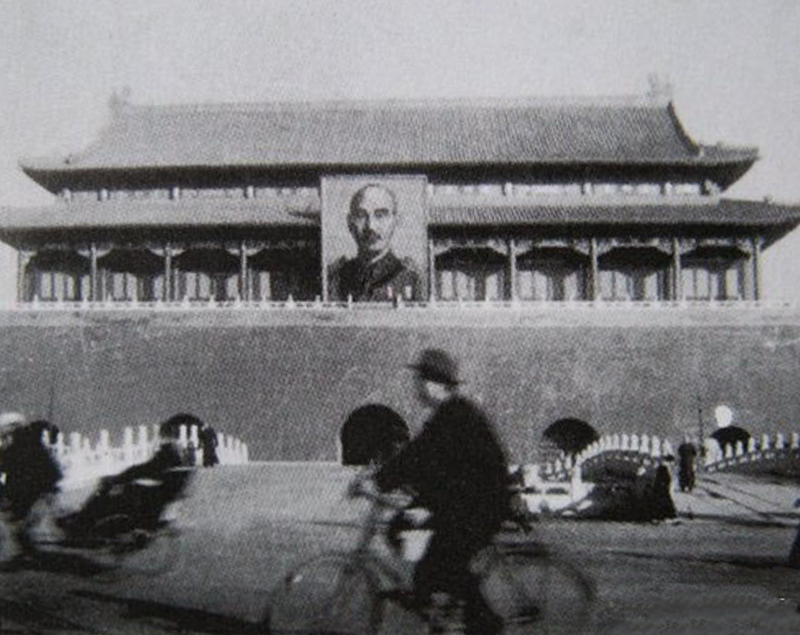
蔣肖像懸掛於北平天安門城楼，1945年12月3日

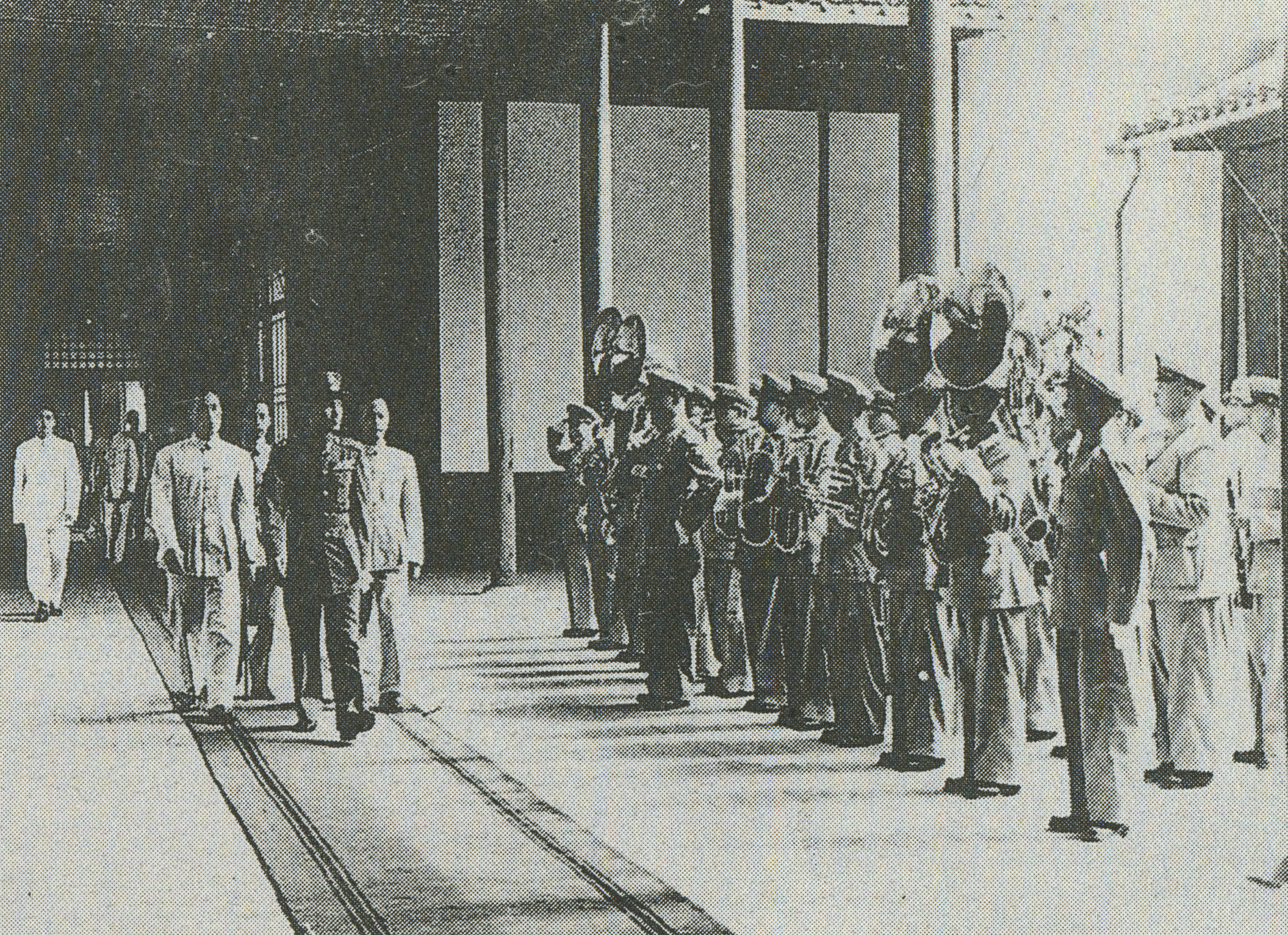
蔣還都南京，1946年5月

中國抗日戰爭尚未結束，蔣已籌劃內戰，以消滅中国共产党在抗戰八年間組建壯大之武裝；1945年5月中國國民黨第六次全國代表大會閉幕後兩日，蔣調動10個師進攻新四軍，7月又指令胡宗南調動9個師進攻陝甘寧邊區:1476。
中國抗日戰爭勝利之際，鑒於全國人民迫切要求和平與民主，蔣以「和平建國」为口号，「休養生息」、「民主憲政」、「軍隊國家化」為內政三方針，主動要求恢復中斷之國共兩黨談判:490。1945年8月，蔣電約毛澤東來重慶會談，毛澤東在重慶個多月始回延安；8月14日，蔣給毛澤東發出第一封邀電：「萬急，延安。毛澤東先生勳鑒：倭寇投降，世界永久和平局面，可期實現，舉凡國際國內各重要問題，亟待解決，特請先生克日惠臨陪都，共同商討，事關國家大計，幸勿吝駕，臨電不勝迫切懸盼之至。蔣中正未寒。」:4908月24日，國民政府隆重舉行《聯合國憲章批准書》簽署典禮，蔣親莅簽署批准書，王世杰副署；毛澤東電覆蔣稱：「鄙人極願與先生會見，商討和平建國大計。俟飛機到，恩來同志立即赴渝進謁，弟亦準備隨時即赴渝。晤教有期，特此奉覆。」:7797經過43日斷續談判，國共雙方簽訂《會談紀要》，確定「和平建國的基本方針」:1477。9月17日，延安《解放日報》稱：「人民公敵蔣介石發出了內戰的信號」:489。蔣盤算如何「消滅中共」，他秘密下令80萬國軍沿津浦鐵路、平漢鐵路、同蒲鐵路、平綏鐵路沿線進攻中共解放區:1477。1945年12月31日，在國際國內和平輿論壓力下，蔣被迫同意簽訂《關於停止國內軍事衝突辦法的協議》:493。1946年1月10日，雖人民反對內戰，國際輿論反應強烈，在美國總統特使馬歇爾調停下，蔣於向所屬部隊下達停戰令；但是他密令所部趁停戰命令下達前佔領有利地點，隨後又堅持東北地區不在停戰範圍之內，連續向關外增兵:1477。
1946年2月，美國國會又通過《軍事援華法案》，賦予美國政府廣泛權力為蔣編練軍隊，以及提供武器和設備:2。2月19日，蔣在新生活運動十二週年紀念會上稱要全國同胞「務必明禮義，知廉恥，負責任，守紀律，振衰起敝，貫徹始終。」:7990
蔣在關外以「接收主權」為名，增兵東北:494。1946年5月5日，蔣率黨、政、軍要人在南京中山陵舉行還都大典，與會者萬餘人:8047。6月10日在上海成立海軍軍官學校，蔣親兼校長，1947年12月1日全國各軍事學校改制，蔣辭兼職，任名譽校長。

### 全面衝突

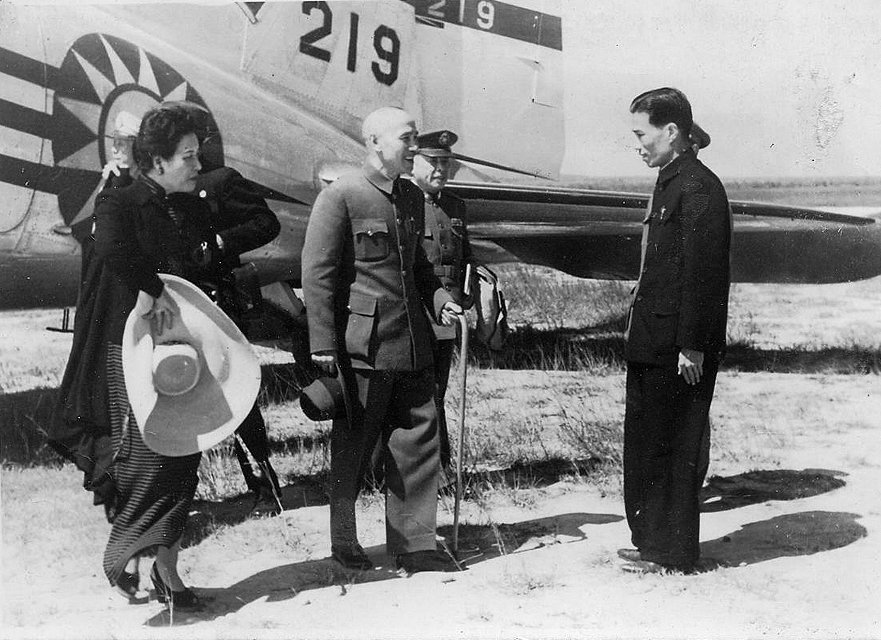
1946年10月21日，蔣（中）與宋美齡（左）巡視台灣，背景是C-47美齡號

全國內戰爆發開始，蔣實行全面進攻戰略:494。1946年10月11日，國軍佔領張家口，後蔣立即發布召開國民大會之命令:1477-1478。11月25日，國民大會舉行第一次大會，出席1,248人，蔣任主席:8217。蔣憑藉美國政府支持和援助，擁有強大兵力和炮火，在1946年7月至12月半年間佔領解放軍大小城鎮105座，但卻損失兵力70餘萬人:1477-1478。沒有捕捉到解放軍主力，佔領土地與城市使戰線愈拉愈長，成為防守負擔與消耗，蔣密令修復據點後構築防守工事，益發加重負擔與消耗，而兵力耗損甚巨:5。
蔣為挽救其政治軍事危機，鎮壓民主運動:495。1947年1月23日，國民政府任命蔣兼任國立政治大學校長:8272。2月底，蔣下令驅逐中共駐南京、上海、重慶等地之談判代表，最後關死和談大門:495。3月1日，蔣主持舉行國防最高委員會會議，決議：行政院長宋子文辭職照准；蔣兼任行政院長，張群任行政院副院長:8298；中央政治大學與中央幹部學校合併改組為國立政治大學，蔣兼任校長:8300。蔣放棄全面進攻，改為重點進攻陝北和山東兩大解放區；3月，他下令胡宗南部20餘萬人進犯陝北，3月19日佔領延安:1478，但這「是一個既浪費又空虛的、華而不實的勝利」:358。6月4日，美國駐華大使司徒雷登致電美國國務院：中國現狀悲劇是蔣及其周圍之人，不能理解全國人民和平之渴望，而只相信他們之特務，以至於不能迎合大眾訴求，只能用殘酷之鎮壓，實在幫共產黨大忙:41。6月25日，蔣即發布《平字第一九〇六號訓令》，通緝毛澤東:496。白宮於7月11日宣布派出代表團訪華，魏德邁做一個多月實地調查，走訪南京、台北、廣州、上海以及華北、東北等地；魏德邁指出中國國民黨文武官員普遍貪污和腐化，徵兵極不公平，權貴子弟紛紛出國留學，以逃避兵役，甚至在瀋陽直斥熊式輝說不出軍中實有人數，暴露國軍中吃空額之大弊病，並責駡熊從未到過軍醫院視察，所以不知道醫院中有多少床位；魏德邁於8月24日離開中國前夕，在報端發表談話，批評蔣政權「精神破產」:41-42。8月15日，蔣為黨團統一組織發表《告黨團同志書》，稱黨團組織合併統一，造成戡亂建國之動力，更是當前急切之圖:8397。10月10日，解放軍總部發布《中國人民解放軍宣言》，發出「打倒蔣介石，解放全中國」之號令:496。11月，蔣在南京召開軍事會議，決定成立國防部九江指揮部，建立中原防禦體系，分別組設東北、華北剿匪總司令部和陸軍總司令部徐州司令部、國防部漢口指揮部等，加緊調兵遣將，四出巡視督戰，力圖挽回頹勢:1478。

### 二二八
1947年2月28日，由於臺灣菸公賣局之查緝私煙，引發流血衝突，一時社會秩序頓形混亂，至3月12日國軍登陸:159。1950年4月5日，根據蔣指示，行政院決定將二二八事件人犯迅速予以保釋。
1947年7月4日，在第六次國務會議上又通過蔣提議之《厲行全國總員，以勘平共匪叛亂案》:496。

### 制憲選舉

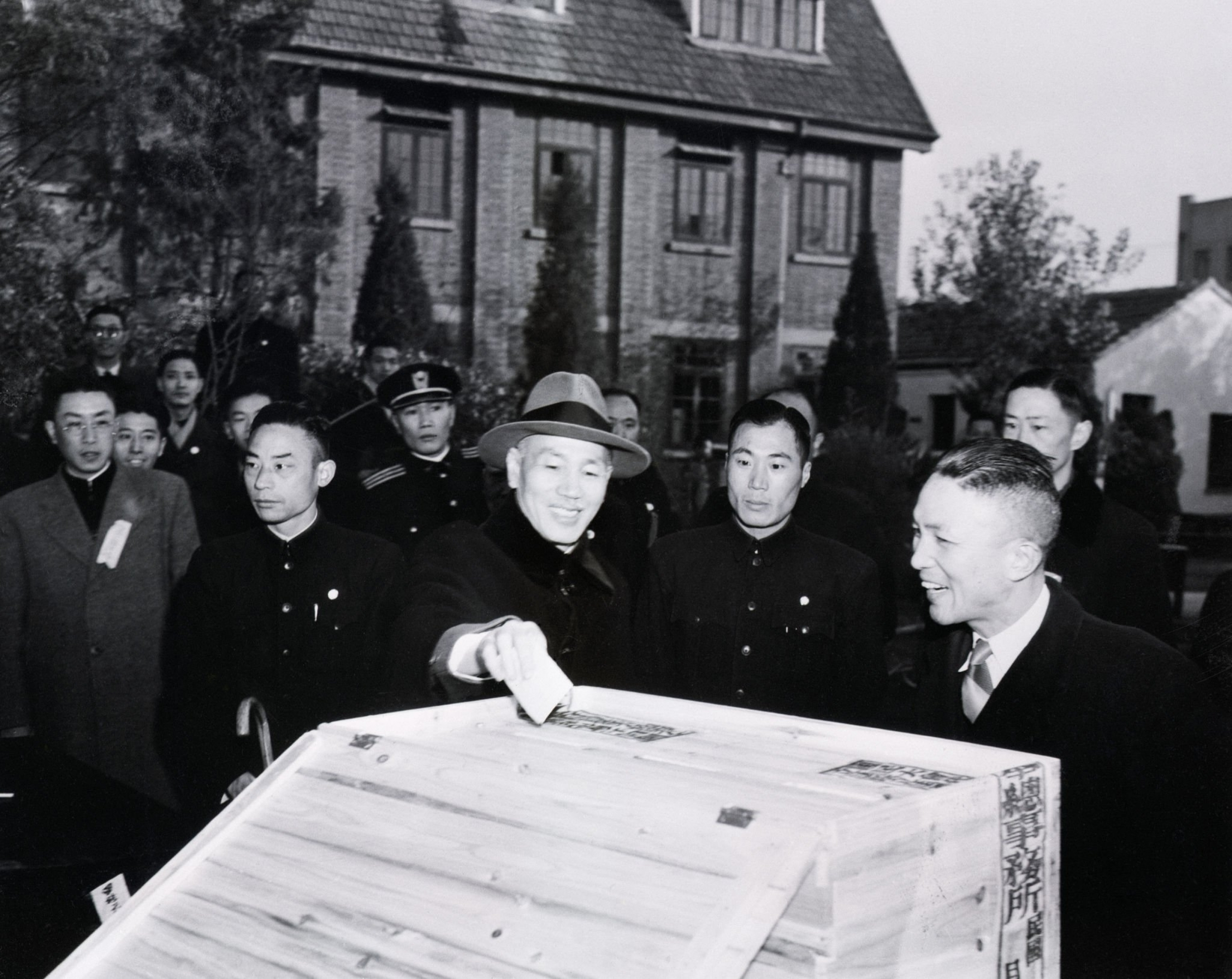
1947年中華民國國大代表選舉中，蒋以一般中華民國國民身份投票，並选出化学家陈裕光为南京选区国大代表

蔣獲得不受憲法限制之「緊急處置的權力」:1478。1948年4月4日，蔣以總裁身份主持召開中國國民黨中央全會，討論總統、副總統選舉提名，中央委員們紛紛發言，一致擁護蔣為總統候選人；蔣表明：第一屆總統不一定由本黨內選出，應該選黨外的人；黨外的人具有下列條件可當選：忠於憲法，努力推行憲政；有民主精神；有民族國家思想；對於中國文化歷史有深刻認識:66-67。
1948年4月19日，第一屆國民大會舉行選舉總統會，蔣以2,430票當選為中華民國第一任總統；5月20日，蔣在國民大會堂隆重舉行宣誓就職大典，由國民大會主席吳敬恒監誓:157。此時美國人猜中國可能面臨幾個選擇：蔣總司令依然擔任國家領袖，重整旗鼓在華中和華南地區與共產黨進行爭奪；蔣總司令下台，讓位給新生的「改革」政府（最有可能的首腦是：副總統李宗仁）；中國可能分裂成地方割據狀況；共產黨可能征服全中國:92。
軍費開支龐大使財政經濟瀕臨崩潰，財政赤字在1947年達到總支出90%，造成惡性通貨膨脹和物價飛漲；蔣督飭國軍、警察、憲兵、特務強化統治與鎮壓，國統區陷入「白色恐怖」之中:1478。1948年1月，蔣採取重點防禦戰略，將戰區分為20個綏靖區，設司令長官令，掌握軍政大權，組訓民眾，以充實兵源，同時集中兵力於主點、主線之上:9。8月上旬，蔣召開南京軍事會議，決定實行重點防禦之戰略，並準備撤出東北，確保華中，收縮戰線，集中兵力，依托戰略要點之堅固陣地堅守防禦，同時組成強大兵團機動作戰，以攻為守；為此，裁併綏靖區，減少機關，擴大機動兵團，並在大後方加緊編組訓練二線兵團；蔣在會上打氣說：「我個人蒙受如此的奇恥大辱，我仍然要百折不回繼續奮鬥，毫不灰心，毫不氣餒，我不忍放棄這剿匪責任。所以，我不能不領導一般同志，艱苦奮鬥，來定完成戡亂建國的使命。」:497-498。蔣於8月19日頒布《財政經濟緊急處分令》，發行金圓券代替法幣，限期收兌民間黃金、白銀、外幣等；還頒布《整理財政及加強管制經濟辦法》，強令限制物價；黑市猖獗，不到三個月財政經濟即完全破產，金圓券迅速貶值幾成廢紙，社會更加騷動不安:1478-1479。

### 三次下野

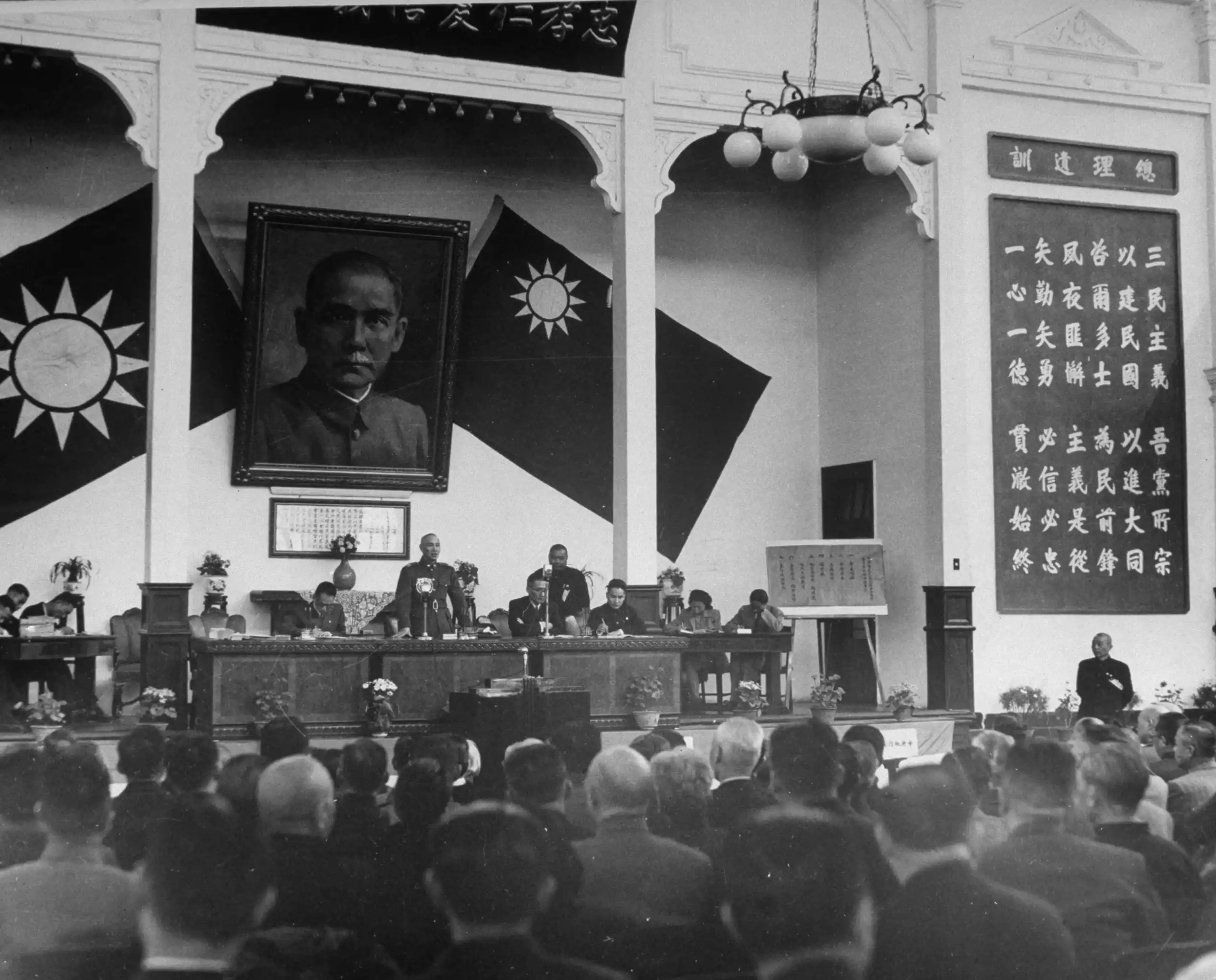
1948年4月14日，蒋在南京讲话。台上右二为共谍沈安娜

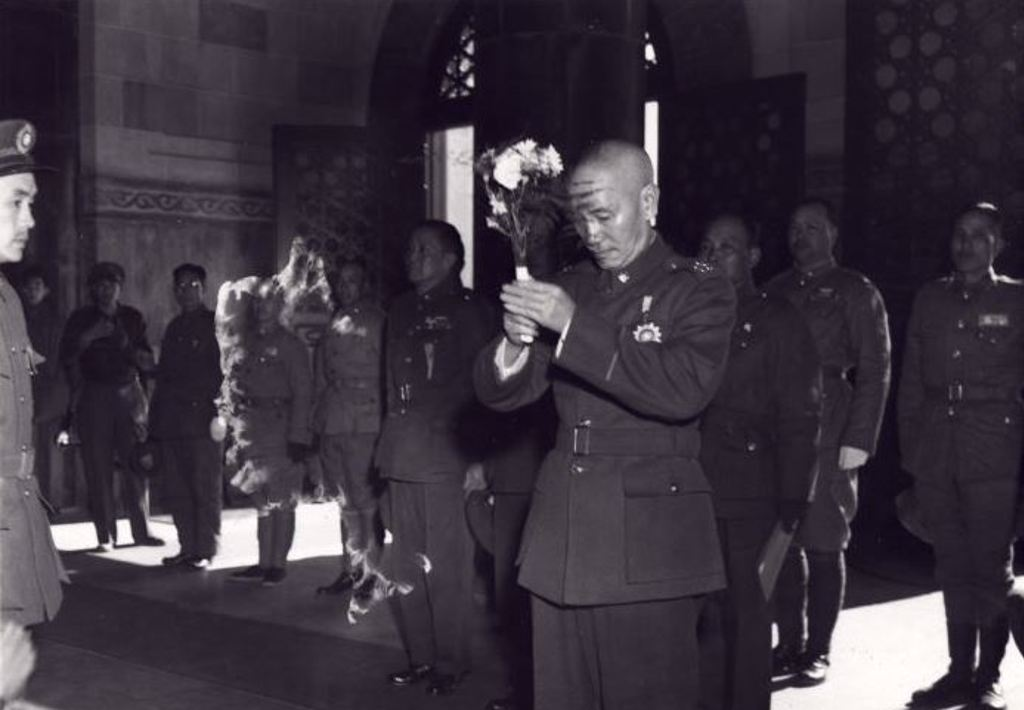
1949年1月16日，蔣謁中山陵，日记「此為離京別陵之紀念也」

1948年8月15日，李宗仁離開北平飛往南京前，對記者發表談話，希望恢復「和談」；12月24日，白崇禧首致電政府停止作戰，主張邀請美、蘇，聯合調停衝突，同時程潛竟通電要求蔣下野；12月30日，白崇禧再度通電主和，張軫亦於同日要蔣下野:165。美國政府對蔣失去信心，在中國公開策動倒蔣活動，中國國民黨內也有不少人要求蔣下野:1479。蔣準備撤出大陸，派陳誠為台灣省主席兼警備司令，把庫存277餘萬兩黃金、1,520萬枚銀元以及大量珍貴文物、檔案資料等運往台灣:1480。
蔣為預作恢復之準備，曾於1949年1月10日，命蔣經國赴上海轉告中央銀行總裁俞鴻鈞，將政府庫存黃金外匯密運臺灣；1月21日，蔣召集中國國民黨中央常務委員會臨時會議，正式宣佈引退，旋即發布引退謀和文告，下午蔣乘專機離開南京飛杭州，蔣經國等隨行；1月22日，蔣轉返抵奉化溪口故里:166-167。
1月24日，中國國民黨中央《特別緊急宣傳通報》說：「總裁雖暫不行使總統職權，但仍以總裁地位領導本黨。」:498-499。蔣下野後，代總統李宗仁力謀與中共和平談判，派出代表團赴北平；但是蔣認為「毛澤東之八項條件為和談基礎，直等於投降」，對於李宗仁、何應欽等人設想之國共「隔江分治」之和談方案他也不首肯，堅持「和談必須先訂停戰協定」，以致國共談判破裂:1480。
4月20日解放軍渡江直指南京，蔣於4月22日在杭州召集李宗仁、何應欽、白崇禧等人秘密會商，決定繼續作戰:1480。決議如下：政府今後惟有堅決作戰；聯合全國自由人士共同奮鬥；由何應欽院長兼國防部部長；加強中國國民黨之團結；實行全面動員:170。4月25日，蔣拜別母墳，然後走上鳳凰山，對故鄉最後一次眺望:186。蔣父子離開溪口，乘車到下陳，至寧海團堧村，由象山乘竹筏駛至汽艇上太康號赴上海:192。蔣乘軍艦於4月26日抵吳淞口，召集顧祝同、湯恩伯等人部署上海防禦:1480。4月26日，蔣駐節復興島；4月28日，中國國民黨中央常務委員會通過「中央非常委員會組織條例」，以代行中央政治委員會職權，由蔣任主席，李宗仁任副主席:170-171。
5月7日，蔣乘靜江輪由上海啟程至舟山，預作上海撤退國軍停頓之安排；蔣旋即經澎湖飛臺北:173-174。6月24日，蔣扺達台北，入駐草山第一賓館:137。7月10日，蔣應菲律賓總統季里諾邀請，飛馬尼拉訪問，與季里諾會議於碧瑤，至7月12日發表聯合聲明，號召東亞各國成立「亞洲反共聯盟」:174。7月蔣至廣州，組設中國國民黨非常委員會，自任主席，指揮國軍作最後抵抗；蔣先後在廈門、廣州、重慶一再部署防禦，各路軍隊無不兵敗如山倒:1480。
蔣鑒於局勢之嚴重，於8月23日飛往廣州，與李宗仁、閻錫山等籌劃戰守事宜；8月24日飛重慶主持西南軍政人員會議；9月12日飛成都佈置防務；9月22日飛昆明與駐軍將領會商西南局勢，而大勢已無法挽回:174。
11月14日，蔣自台北飛到重慶:267。11月29日，主持軍事會議，指示重慶外圍作戰計劃，入夜林園行邸已聞槍聲，兵工廠爆炸，始至白市驛機場；翌日晨飛抵成都，重慶於同日下午陷落:176。12月6日，蔣約見邱昌渭及劉士毅，要兩人隨政府先赴西昌:238。是晩，蔣認為西昌決不能作國府駐在地。12月7日，蔣指示閻錫山作好當晚離開成都之準備。蔣立即決定國府遷移台北，指示行政院召開緊急會議:160。是晚，行政院舉行會議，通過國府遷設台北，隨即發佈「總統令」：「政府遷設臺北，並在西昌設大本營，統率陸海空軍在大陸指揮作戰。此令。」:532-533四川軍人劉文輝、鄧錫侯等，與雲南省政府主席盧漢密謀，欲扣留蔣:176。蔣12月10日從成都飞抵台湾，稱要「反共復國」、「光復大陸」，以「三民主義建設台灣」:1480。

## 晚年經歷

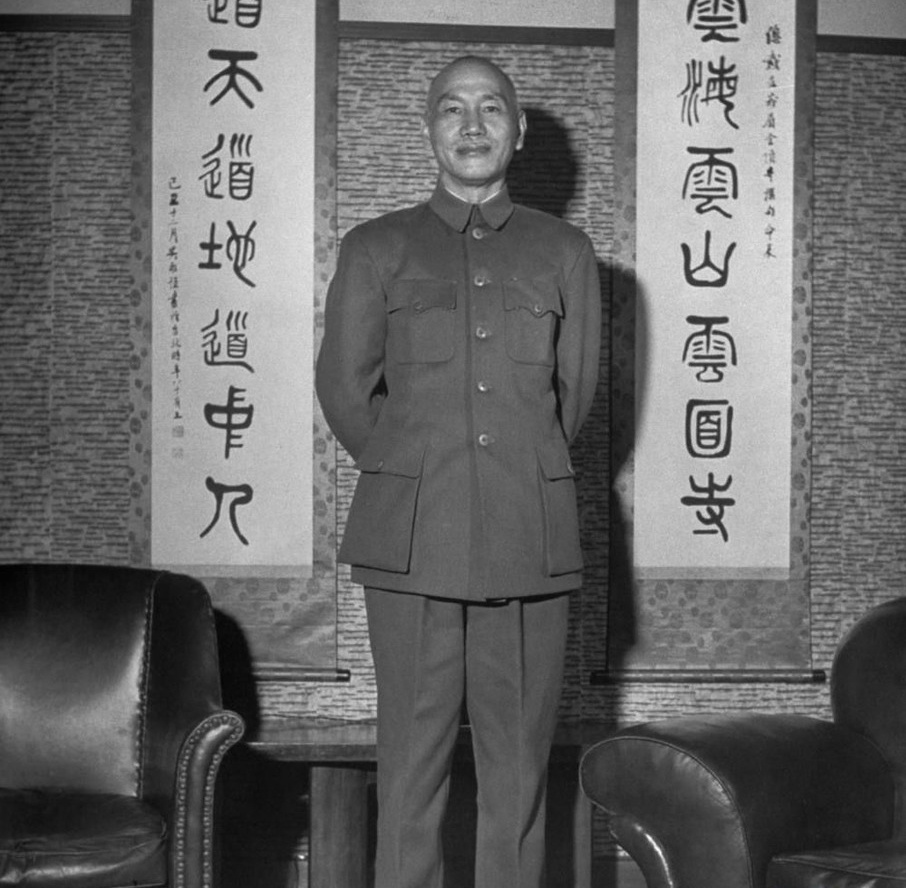
蔣攝於台灣，1950年1月

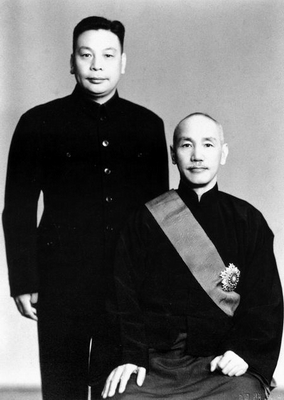
蔣与长子蔣經國（左），1954年

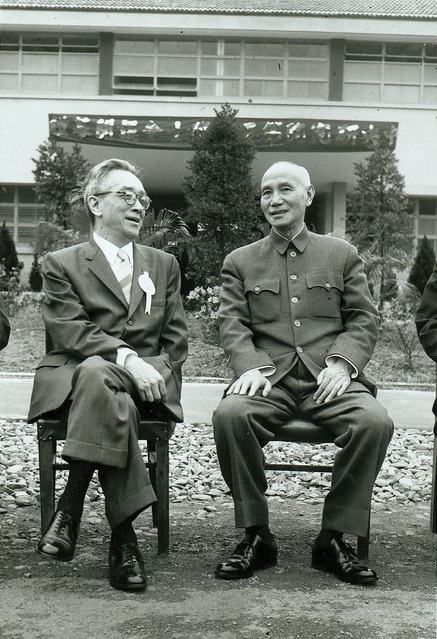
1958年在台北，蔣與胡適合照

在中晚年，除特殊情況外，蔣基本上不飲酒，不吸煙，勵行規則刻板之生活:184。蔣還專門成立「敵後工作委員會」和「大陸游擊總指揮部」來具體負責向中國大陸騷擾浸透:194。生活幾近吝嗇，吃過的蘋果也要一一清點；一件衣服通常穿5、6年，且平時不穿高級衣料，除個別出訪場合外，拒穿西裝；與此同時，他在臺灣修建30多座行館，有些從未去住過:192。2004年10月18日，周聯華牧師在台北接受訪問稱，蔣受基督教義吸引是因為它強調將道德思想轉化為行動，單此一點和儒家學說相符:108。

### 復任總統
蔣想辦法使李宗仁回到台灣辭職，可是李宗仁也用各種辦法來搪塞，一直滯留國外:74。1949年11月27日，中國國民黨中央常務委員會鑑於中國西南地區戰況艱危，決議先設法促請李宗仁回四川視事，否則即請蔣復職:178。
1950年2月28日，中國國民黨中常會在臺北賓館召開，對復職事做最後討論；蔣在會中説，過去一年來，他健康表面上看似一如往昔，但記憶力已大不如前:207。中國國民黨中央常務委員、中央監察委員、中央政治委員、中央非常委員，均應邀出席，一致要求蔣復職；蔣為順應輿情，乃於3月1日在臺北復行視事:178-179。

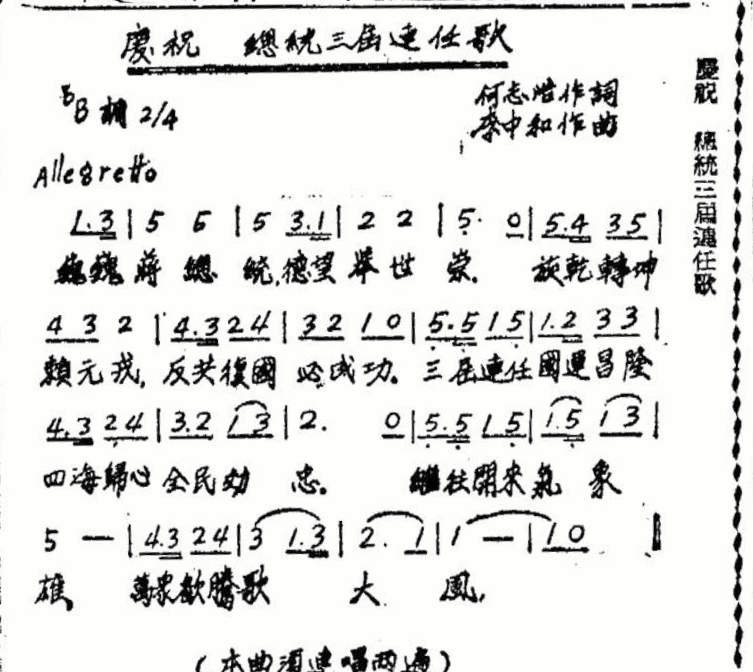
蔣三度連任時所作之宣傳歌曲

### 土地改革
蔣在台灣總結在大陸垮台之教訓，與副總統陳誠推行減租、公地放領和征收地主多餘土地放給佃農等政策，竭力恢復和發展工農業生產，穩定財政經濟；同時大力「改造」中國國民黨，加強統治:1481。

### 籌備反攻

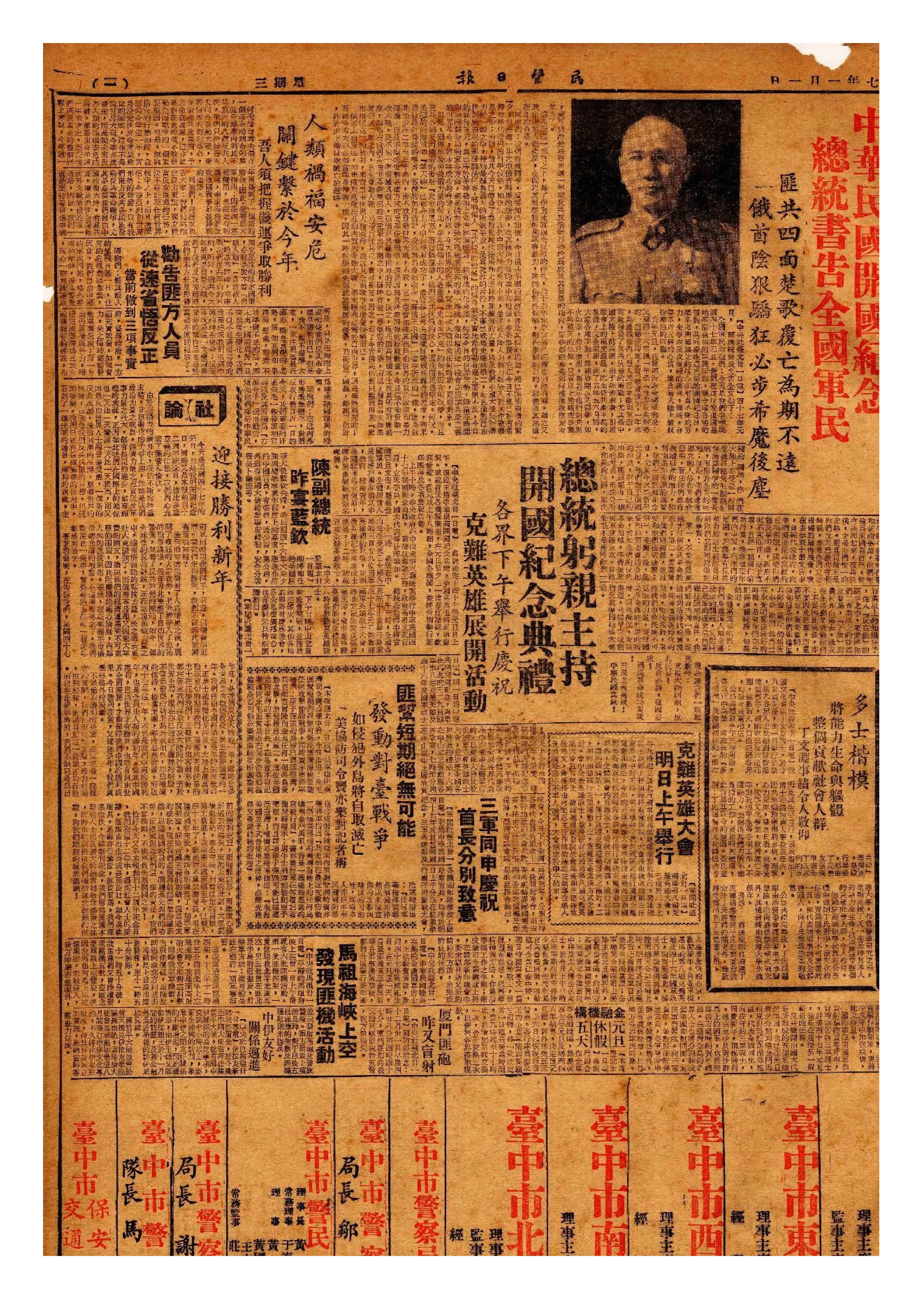
1958年1月1日《民声日報》，當日頭條置放蔣肖像，頭條副標題為：「匪共四面楚歌，覆亡為期不遠」

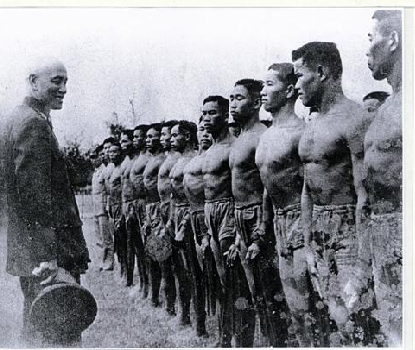
蔣檢閱軍隊，1950年代

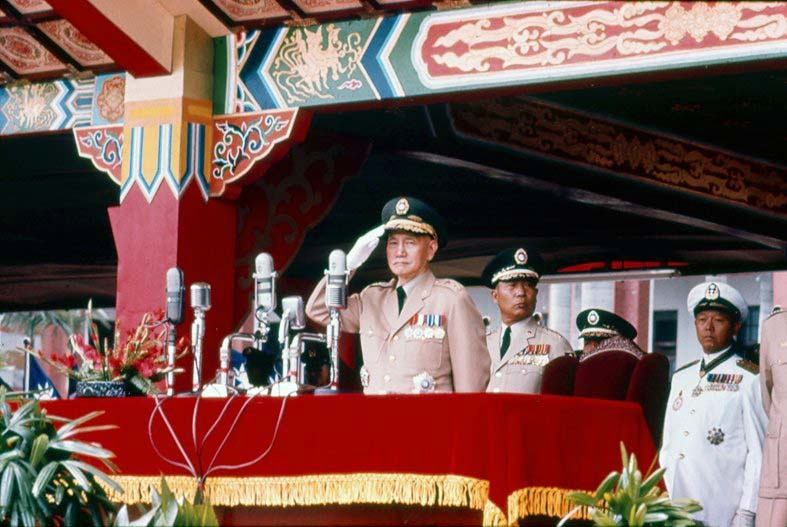
蔣攝於双十节庆典，1966年

1949年6月來台後，蔣提出「一年反攻，三年成功」或者「一年準備，兩年反攻，三年掃蕩，五年成功」的口號。
蔣不斷宣稱要「反攻大陸」的理念，拒絕中共提出之兩黨協商和平解放台灣之建議；也反對「台灣獨立」和「國際托管」等種種「兩個中國」論調，表示「中國事可由中國人自己解決」，堅持一個中國立場，抵制美國、日本等勢力覬覦台灣:1481。作為一個政治人物，蔣很多活動都以實現其既定之政治目標為出發點，因此，他之文化觀念具有強烈政治性質；只有透過政治帷幕，深窺其文化意義，才能深入了解現代中國歷史行程中出現之蔣現象，作出科學之評估:5。
1954年，蔣在《陸軍軍官學校黃埔建校三十周年紀念訓詞》中，多次自稱為“領袖”。

### 關閉政策
1949年6月，行政院宣布對遼河至閩江沿岸領海對實施軍事封锁的政策，次年擴大封鎖至廣東。

### 中美共同防禦條約

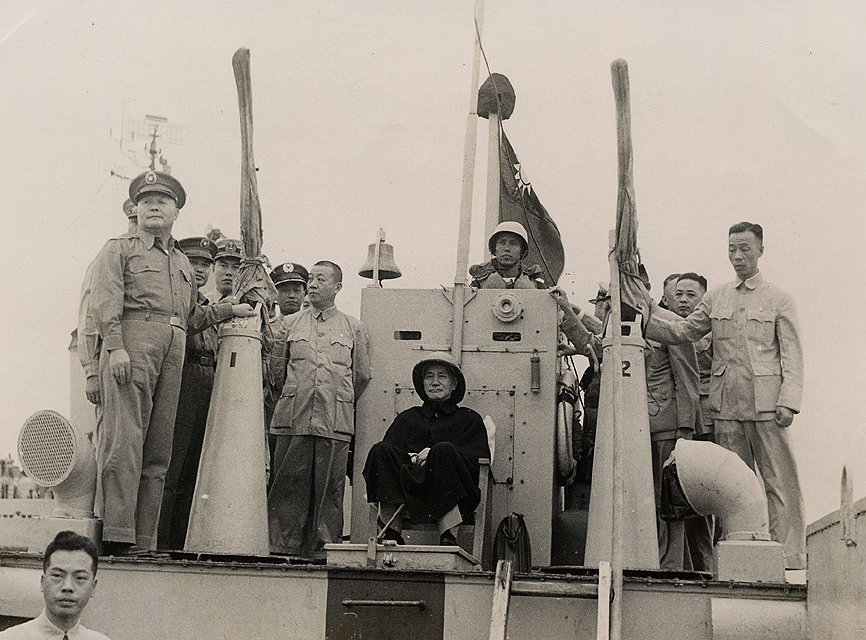
蔣在金門，1956年

1950年6月朝鮮戰爭爆發後，蔣憑台灣之戰略地位，重新得到美國支持和庇護:1481。蔣認為韓戰是反攻好機會，數度遊說美國援華，開闢第二戰場，或由李彌率領的滇緬游擊隊反攻雲南。1954年12月，和美國簽訂《中美共同防禦條約》:1481。

### 中華文化復興運動
1967年7月28日，臺灣各界舉行中華文化復興運動推行委員會發起大會，蔣任會長，中華文化復興運動隨即推行:230。蔣緊密地連接政治與文化，使現代中國既產生一批文化附庸從屬於政治權威體制，同時也鍛鍊出一支文化新軍積極投身於反對黑暗政治現實政治；單純之文化建設和純粹之文化人，在現代中國難以立足生根，這是蔣將文化政治化之必然結果:5。

### 外交

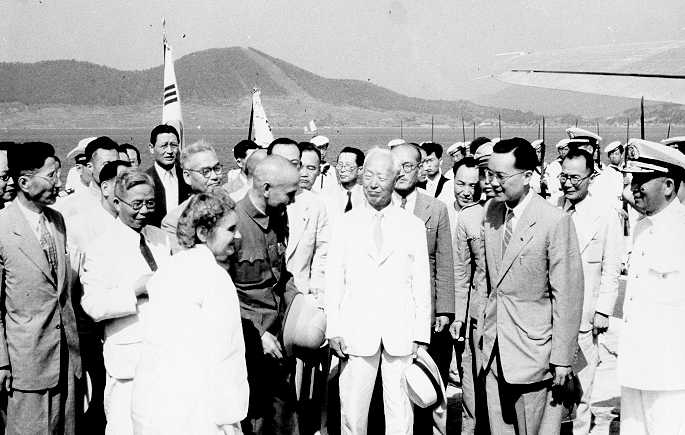
蔣訪問韓國，1949年8月

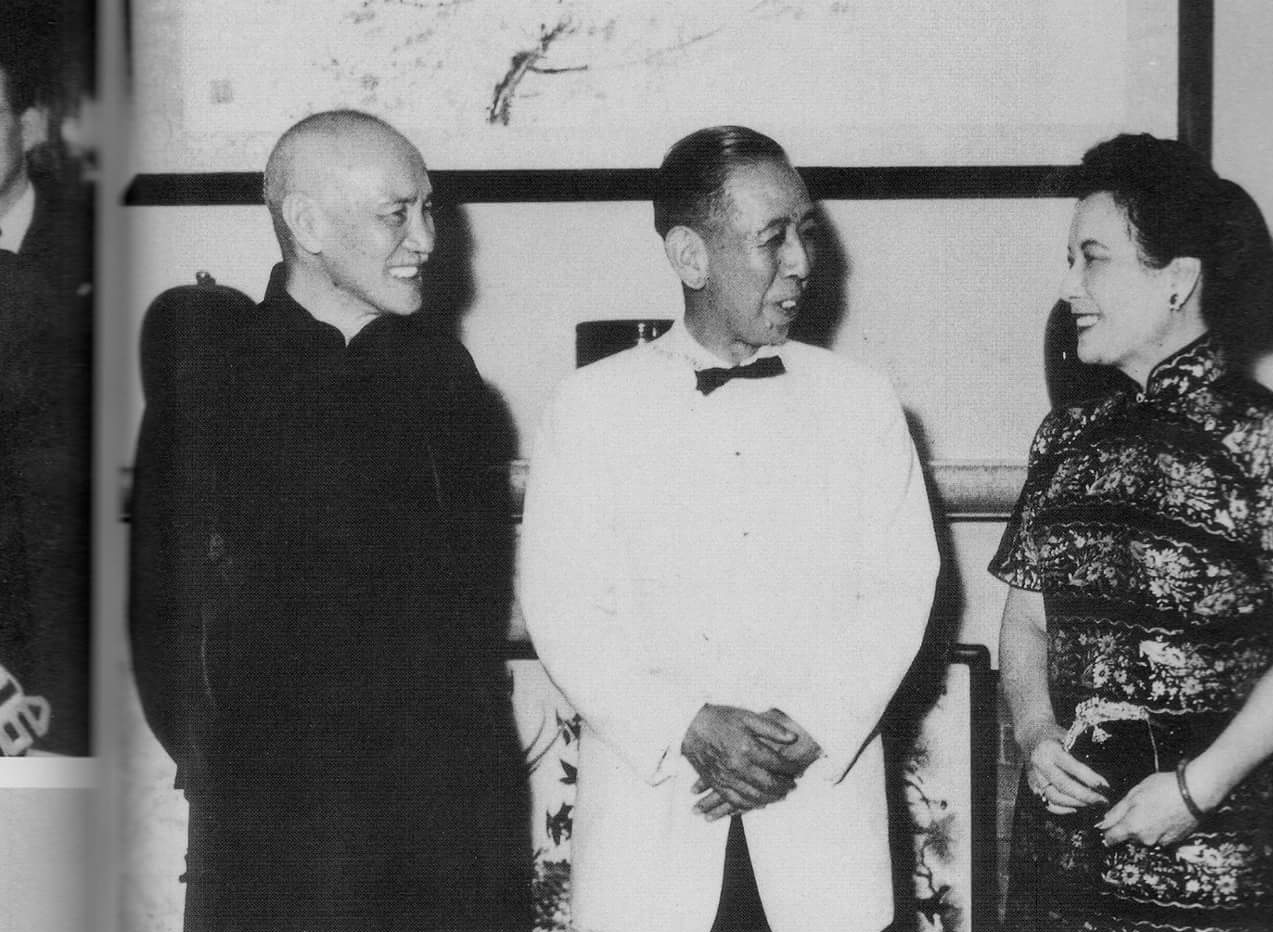
蔣與岸信介（中）及宋美齡（右）攝於1957年

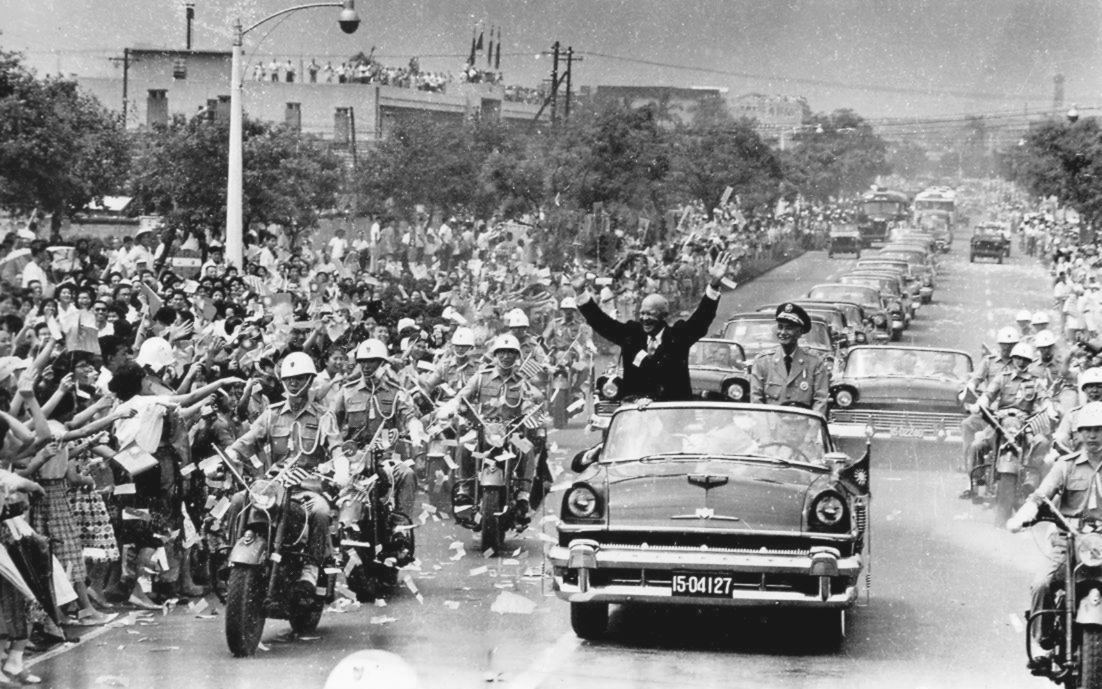
美國總統艾森豪於1960年6月18至19日訪問台北，與蔣乘車前往圓山行館途中接受群眾夾道歡迎

蔣反對「台灣獨立」和「國際托管」等種種「兩個中國」論調，表示「中國事可由中國人自己解決」，堅持一個中國立場，抵制美國、日本等勢力覬覦台灣:1481
抵擋不住中共日益強大和國際形勢發展和變化，於第二十六屆聯合國大會上在2758號決議的結果出來前，蔣宣佈退出聯合國:1481。

## 逝世
蔣自1972年起多病，於5月連任第五屆總統後，即任命蔣經國為行政院院長，將統治台灣實權交給兒子:1481。1975年4月5日，蔣因突發性心臟病，於下午11時50分在臺北士林官邸逝世，當時告知嚴家淦及其他要員和家人到士林官邸瞻仰遺容:254。蔣靈柩暫厝於台北市南60公里處桃園縣大溪慈湖賓館正廳:261。

## 評價
蔣是20世紀最為重要的領導人之一，世界各國對蔣的評價偏差很大，褒貶不一。

## 紀念
蔣去世後，慈湖及中正紀念堂設中華民國三軍儀隊站崗，定每年民族掃墓節（清明節，於1972年起為國定假日）為「蔣總統逝世紀念日（後為先總統蔣公逝世紀念日）」。當時政府規定行文必須挪抬稱他為「蔣公」，以示對蔣崇敬之意:486。
奉化蔣氏故居後堂名「報本堂」，上為吳敬恒手書之黑府金字橫匾:263。兩側是蔣手書楹聯，左聯是，「報本尊親是謂至德要道」；右聯為「光前裕後所望孝子賢孫」:263。本堂分四排供奉著蔣從尊祖父以下四代靈位:263。報本堂屋頂上福、祿、壽三星高照:263。
日本建立中正神社，以蔣為主神，是附屬於愛知縣額田郡幸田町貴嶺宮的攝末社。
在巴拉圭首都亞松森蒋介石大道亦設有蔣銅像。

## 榮譽

蔣中正（蔣介石）作為皇家六翼天使勳章的騎士：中華民國之璽

### 中華民國勳章獎章
- 國光勳章
- 青天白日勳章
- 一等寶鼎勳章
- 采玉大勳章
- 一等雲麾勳章
- 一等復興榮譽勛章
- 一等卿雲勳章
- 一等景星勳章
- 醒獅勳刀

### 外國勳章獎章
- 美國
  -  軍團功績勳章[81]（1943年7月9日）
  -  陸軍傑出服役勳章（1946年3月）
- 大韓民國
  -  建國勳章（1953年11月27日）
  -  無窮花大勳章（1966年2月15日）
- 泰國
  -  皇室友谊勋章（英语：Order of the Rajamitrabhorn）（1963年6月5日）
- 多明尼加
  -  杜阿爾特、桑切斯和梅拉功勳勳章（1940年1月）
  -  克里斯托弗·哥倫布勳章（1948年7月）
  -  克里斯托弗·哥倫布大十字勳章（1971年10月）
- 菲律賓
  -  菲律賓榮譽軍團勳章（總司令） [82]（1949年）
  -  錫卡圖納大十字勳章[83]（1960年）
- 哥倫比亞
  -  博亞卡勳章（特大十字）（1963年10月）
- 英國
  -  巴斯勳章（1941年）
- 秘魯
  -  太陽勳章（鑽石大十字級）（1944年10月）
- 捷克
  -  白獅勳章（1945年5月30日）
- 法國
  -  榮譽軍團勳章（大十字）（1945年1月9日）
- 智利
  -  功績勳章（1944年1月29日）
- 墨西哥
  -  阿茲特克鷹勳章（1945年4月）
- 希臘
  -  救世主勳章（1957年3月22日）
- 約旦
  -  文藝復興最高勳章（1959年3月9日）
- 巴西
  -  南十字勳章（1944年）
- 義大利
  -  聖莫里斯和拉撒路勳章（1948年4月）
- 瑞典
  -  皇家六翼天使勳章（1948年6月4日）
- 西班牙
  -  天主教伊莎貝拉勳章（1936年5月）
  -  民事功績勳章（1965年）
- 委內瑞拉
  -  解放者勳章（1954年7月）
- 越南共和國
  - 金慶勳章（1960年1月）
- 比利時
  -  利奧波德勳章（1946年6月4日）
- 馬拉威
  -  一等雄獅項環勳章（1967年8月5日）
- 玻利維亞
  -  安第斯神鷹勳章（1966年3月）
- 甘比亞
  - 岡比亞共和國勳章（1972年11月）
- 阿根廷
  -  聖馬丁解放者勳章（1960年10月）
- 瓜地馬拉
  -  格查爾勳章（1956年12月7日）
- 尼加拉瓜
  - 米格爾·拉雷納加勳章（1974年11月）
  - 魯本·達里奧勳章（1958年10月）
- 巴拿馬
  -  瓦斯科·努涅斯·德·巴爾博亞勳章（1960年2月）
- 巴拉圭
  - 弗朗西斯科·索拉諾·洛佩茲元帥的項圈國家功績勳章（1962年5月）

## 去蔣化

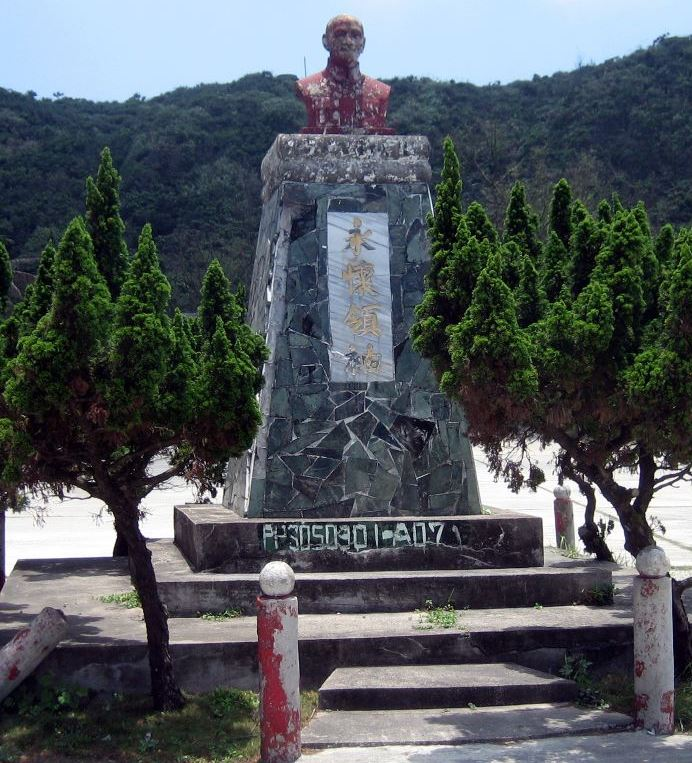
去蔣化

在台灣，隨著1987年解除戒嚴後政治民主化，以及社會自由主義和個人主義盛行，民間對蔣中正的評價逐漸由「神格化」回歸正常化；許多台灣人開始追究蔣在二二八事件與臺灣白色恐怖時期所應負的責任，2000年民主進步黨首次上台後，時任總統陳水扁大力實行去蔣化，推動移除蔣在台的銅像，並將中正紀念堂改名為臺灣民主紀念園區，2008年由時任總統馬英九改回原名「中正紀念堂」。
2018年，反蔣團體為紀念二二八事件71週年及對蔣的不滿，到桃園慈湖陵寢潑灑紅漆。

## 著作
蔣著有《西安半月記》、《中国之命运》、《蘇俄在中國》等:1587。蔣介石日記一度存於美國史丹佛大學胡佛研究所圖書檔案館，現存於台灣國史館。蔣一生語論、文電甚多，散見於報刊及內部檔案，中國國民黨官方曾出版過他之言論集多種，1956年編印過《蔣總統言論滙編》24卷，1984年出版《先總統蔣公全集》三冊，1985年出版《先總統蔣公思想言論總集》40卷，都只是有選擇收錄他部分著述:1481。

## 艺术形象
中国大陆有与蒋相关的影视剧，演员孙飞虎、赵恒多、许道临、马晓伟、陳道明、蓋美、吳京安、郑玉、杜雨露、吳興國、沈保平、張世會、張國立、翟萬臣、張震、霍建華、王劲松、由立平、趙明、劉永波、張光北、韓英群、傅子明、张峻宁、劉之冰、潘勇、韓庚等在影视剧中饰演蒋。电影则有1997年的《宋家皇朝》、2009年的《建國大業》、2012年的《一九四二》、2015年的《開羅宣言》，还有2012年纪录片《走进蒋介石》等。

## 外部連結
- (PDF).
- (PDF).
- (PDF).
- (PDF).
- (PDF).
- .   [2014-06-07]. （原始内容存档于2014-07-27）.
- .   [2016-05-24]. （原始内容存档于2016-06-16）.
- .   [2018-01-25]. （原始内容存档于2018-01-25）.
- .   [2016-05-24]. （原始内容存档于2016-06-17）.
- 余敏玲：〈蔣形象塑造與國共宣傳戰（1945-1949）（页面存档备份，存于）〉。
- 余敏玲：〈蔣與聯俄政策之再思（页面存档备份，存于）〉。
- .   [2020-09-18]. （原始内容存档于2020-08-18）.
- .   [2019-09-01]. （原始内容存档于2019-08-29）.
- .   [2007-07-25]. （原始内容存档于2014-10-29）.
- .   [2017-04-02]. （原始内容存档于2016-01-14）.
- .   [2020-02-24]. （原始内容存档于2020-02-20）.
- 台灣大百科全書 - 蔣中正 （页面存档备份，存于）
- 林百乐（英语：Cordwainer Smith）（林百克之子）：《蒋的中国：一个政治研究》 （页面存档备份，存于）